# Chanson bretonne
La chanson bretonne est l'expression orale de la Bretagne, qui est à rattacher aux composantes territoriale, linguistique, musicale et culturelle. Il existe quatre types de chants : la gwerz, la sône, le kantig et le kan da zañsal (notamment le kan-ha-diskan) en zone bretonnante, respectivement la complainte, la chanson, le cantique et le chant à danser (notamment le chant à répondre) en zone romane.
L'évolution des pratiques musicales est surtout liée à l'histoire de la Bretagne et aux influences culturelles internes et externes. Le répertoire s'est construit en langue bretonne mais aussi en gallo et en français. La Bretagne est marquée par la division linguistique en Basse-Bretagne (zone d'expression en breton) et Haute-Bretagne (zone d'expression en gallo) et aussi par des différences entre des territoires, appelés pays de Bretagne, qui se dessinent en interne.
Dans la société traditionnelle bretonne, du berceau à la tombe, du Nouvel an à Noël, du matin au soir, en chaque saison, à chaque événement, femmes, hommes, vieillards et enfants chantent. Le chant peut avoir un lien avec le travail (métiers sur terre comme sur mer), être un moyen d'information dans le cas des gwerziou, de dénonciation par la satire ou d'éducation souvent au moyen de comptines. Les chansons permettent aussi de partager des sentiments, envers une personne ou un endroit.
La transmission orale par les passeurs de mémoire est ensuite soutenue par la publication de feuilles volantes ou d'ouvrages, notamment le Barzaz Breiz en 1839, et le travail de collecte. Depuis, des associations telles que Dastum se chargent de cette mission de transmission.
Les différentes pratiques liées aux chants bretons ont intégré l'Inventaire du patrimoine culturel immatériel de la France.

## Généralités
La poésie bretonne chantée est le produit d'une longue histoire qui la relie aussi bien à l'ancienne littérature brittonique, partagée de chaque côté de la Manche, qu'aux lais bretons médiévaux. La forme strophique des gwerzioù (complaintes) en tercets de sept à huit syllabes à rime plate rappelle la très ancienne poésie galloise. Le mot « chanson » connaît plusieurs appellations : kannen, gwerz, kanaouenn, sonenn, chañson. Au fonds anciens, antérieur au XIXe siècle, se sont ajoutés des apports, échelonnés de la fin de l'Ancien Régime à la Première Guerre mondiale, qui font que tel ou tel événement, daté et localisé, peut aussi bien refléter une tendance générale qu'un épiphénomène social, spatial ou temporel.

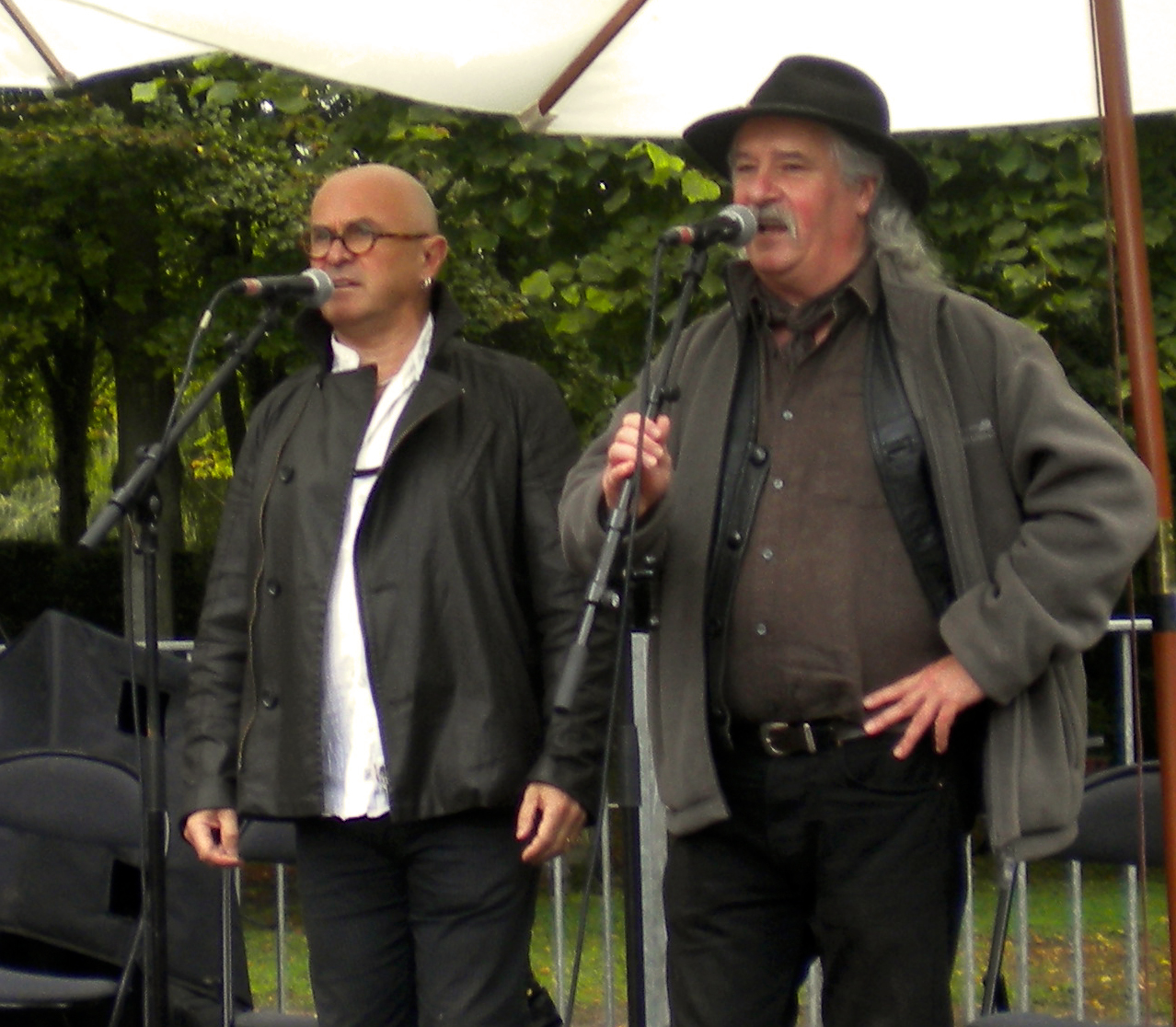
Yann-Fañch Kemener et Erik Marchand, spécialistes des chants populaires.

La chanson populaire est, dans son essence, une création du peuple pour le peuple, une œuvre de genèse anonyme et devenue propriété collective. Dans ses autres caractères, elle est réputée ancienne, lui conférant une authenticité, elle est rustique et de facture simple et naïve, reflétant la vie de l'époque et, avec le plus parfait naturel, tous les sentiments ressentis. Selon l'ethnomusicologue Yves Defrance, « une culture traditionnelle est le résultat de quantité d'emprunts opérés à diverses époques et qui se superposent comme des strates de sédimentation, s'imbriquant souvent les unes dans les autres au point de rendre très difficile toute interprétation, et impossible toute généralisation ». C'est qu'une grande part du répertoire provient d'emprunts aux multiples variantes et adaptations, en français comme en breton. Le long cheminement qui fait entrer une chanson dans la tradition passait par la transmission orale, avec le risque de subir des altérations et de s'éloigner, selon le nombre d'interprètes successifs, de son thème initial. Fait significatif de la puissance de la poésie, la musique instrumentale, héritière de son modèle vocal, continue de se référer aux premières paroles d'une chanson pour classer son propre répertoire.
La poésie chantée bretonne a probablement influencé la littérature médiévale à plus d'un titre. Par exemple, la gwerz An Aotrou Kont hag ar gornandonez (Le seigneur Nann et la fée) connaît des versions dans toutes les langues d'Europe du Nord et du Sud, dont le thème de la rencontre d'un mortel et d'un être de l'autre monde proviendrait des lais bretons médiévaux, parti ensuite au Danemark (Elveskud). Des titres récents comme Tri martolod (Trois marins) ou Son ar chistr (La chanson du cidre) connaissent des versions dans le monde.

### Caractéristiques
Les chansons traditionnelles bretonnes sont principalement de structure strophique. La versification en distiques, tercets ou quatrains, autorise une subdivision en hémistiches d'inégales longueur (7 + 6, 8 + 7…), bien que l'octosyllabe se rencontre fréquemment. Les mélodies peuvent s'adapter à des textes différents, mais de coupe poétique identique. Il est pourtant des strophes si parfaitement appropriées à certains timbres qu'elles sont automatiquement associées. Elles se transmettent alors de génération en génération, rencontrent un grand succès et finissent par connaître une diffusion géographique élargie. Le chant traditionnel présente trois formes de joutes oratoires improvisées : le kan a-boz (basé sur l'alexandrin), le diskour (basé sur l'octosyllabe), qui tous deux abordent généralement des sujets à portée philosophique, et le prokont, qui se réserve les sujets grivois.
Libre autrefois de toute contrainte modale (le majeur et le mineur dans la musique moderne), le chant breton a pu s'épanouir avec cinq modes tonals supplémentaires (trois ou quatre si sont exclus ceux pratiquement inusités). Chacun de ces modes possède d'ailleurs ses qualités expressives propres, traduisant des sentiments vertueux, modestes et généreux pour le dorien, nobles et fiers pour le phrygien, empreints de langueur et de féminité pour le lydien... Le musicologue breton Bourgault-Ducoudray a découvert lors d'une mission d'étude en Grèce en 1875 de profondes analogies structurelles avec les chants grecs anciens (jusqu'à l'Antiquité) et conclu à une filiation par l'intermédiaire du chant grégorien harmoniquement proche et alors très présent en Bretagne. Mais les diverses enquêtes menées dans de nombreux pays du monde ont amené des musicologues à déduire que les chants « ethniques » relèvent certainement d'un fond commun universel qui a ensuite permis la diversité. Selon Anatole Le Braz, le peuple est resté fidèle à ses rites, « les a conservés, transformés, marqués à l'effigie de sa personnalité ; il ne les a pas créés de toutes pièces ». Pourtant, les folkloristes sont eux convaincus de l'existence d'un « génie armoricain » ayant eu de tout temps son indépendance et son originalité, sans nier certaines confluences avec les productions provenant d'autres régions du globe à divers moments de l'histoire mais ne changeant pas les données fondamentales. Cela est surtout valable pour les gwerzioù selon les analyses comparatives de Georges Dottin, William Entwistle ou Mary-Ann Constantine.
Dans la société traditionnelle, on chante ce que l'on vit. Dans une sorte de chronique villageoise, sa vie sociale, religieuse, politique, l'histoire de ses mentalités apparaissent à tout moment. On vit aussi ce que l'on chante, d'où la puissance de la poésie chantée sur les mentalités. Depuis le milieu du XIXe siècle, deux tendances se chevauchent, entre tradition de filiation orale vivante, directe et évolutive d'un côté et de l'autre côté une action régionale militante de réappropriation délibérée d'éléments culturels anciens adaptés au monde moderne et à une vie plus urbaine, pour renverser une tendance à l'acculturation.

### Interprétations

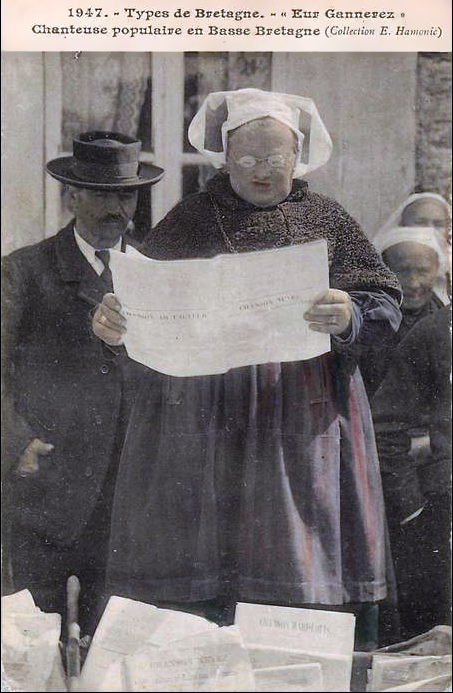
Mari Kastellin, célèbre chanteuse et vendeuse de chansons née en 1845.

Les interprètes habituels – et souvent les auteurs quand ceux-ci sont identifiés – des chansons populaires peuvent être regroupés en trois catégories :
- les « animateurs » lettrés du village : notables (maire, notaire, propriétaires terriens, etc.), quelques commerçants ou artisans généralement autodidactes et, couronnant l'ensemble par leur prestige, l'instituteur et le prêtre, ce dernier ne se limitant pas toujours à la composition de cantiques.
- les « semi-lettrés » dont les principaux représentants étaient les clercs (Kloarec)
- les illettrés : les mendiants dotés d'une belle voix chantaient sur les places publiques animées et distribuaient à la ronde ces feuilles volantes dont ils avaient dicté le texte, souvent de leur composition, et réussi à faire imprimer. Sont restés célèbres Jean Le Minoux de Pleumeur-Gautier, Mathurin l'Aveugle (Matilin an Dall), Marie de Châteaulin (Kastellin), Jean Le Guen (Yan ar Guen) de Plougrescant qui parcourait les campagnes trégoroises.

En Basse-Bretagne, la chanson populaire présente quelques originalités. Les interprètes de chants anecdotiques pouvaient étirer leur récit, multipliant digressions et incidentes à la manière des chansons de geste d'autrefois, dans le but de faire durer le suspense (Jean Le Minoux semble détenir le record dans une complainte comptant cent couplets). Pour limiter la fatigue des cordes vocales qu'entrainait cet étirement, le procédé du kan ha diskan est utilisé pour permettre d'alterner entre les deux chanteurs un temps de repos pour reprendre son souffle. Un autre détail dans l'interprétation est la certaine propension qu'ont les Bretons à « chanter du nez », ce nasillement étant tenu pour une marque de raffinement. En effet, pour scander et marquer la pulsion de la danse cela nécessite une voix haute et puissante, voire nasale ou parfois criarde. Les chanteurs adoptant la technique de voix de poitrine poussent la voix dans l'aigu, grâce à une émission tendue. Les sœurs Goadec illustrent ces typicités. Le parallèle peut être fait avec les sonneurs de couple : les sons aigrelets de la bombarde alternent avec le son lancinant du biniou sur le même modèle. Le timbre des voix féminines est souvent très pur et rappelle probablement par la façon populaire de chanter les chanteuses ukrainiennes. Les chorales ont maintenu la musique religieuse, notamment dans le Léon.
L'affection des bardes pour le nombre impair se retrouve dans les vers. La rime n'est pas tenue d'être riche ; elle se satisfait quelquefois de l'assonance et la consonne d'appui n'est pas de rigueur. La question des mesures brisées est l'affaire du musicien, tout comme l'harmonisation. Mais envelopper d'harmonie la simplicité native amène à la réinterprétation (subjectivité, contexte) qui rompt souvent avec sa cadence naturelle ou son caractère tonal. Le chanteur choisi l'histoire qu'il veut conter d'une part et le timbre (air interchangeable) qu'il désire d'autre part. Ainsi, dans la musique vocale comme instrumentale, on retrouve cette part d'individualité qui fait l'équilibre avec la communauté du répertoire.
La « manière de chanter » est importante dans les musiques populaires de tradition orale. Pour qui vit en plein air, il n'est pas pensable de chanter pianissimo, ni de jouer sur les nuances d'intensité. En chœur ou en solo, il faut affirmer sa présence d'une voix claire et puissante. Mis à part quelques rares cas (berceuses, grassoù...), le chant traditionnel est interprété à pienne loquence ou a bouez penn, c'est-à-dire à pleine voix, presque à tue-tête. Mais chantë n'est point huchë ou kan n'e' ket huchal, chanter n'est pas crier. Si l'on danse au son d'la goule (à la voix), on ne « gueule » pas pour autant. Ce n'est pas non plus parler. Vocabulaire et expressions locales, voire dialectes, sont nombreux pour désigner les qualités et les défauts d'un chanteur. Cette terminologie vernaculaire spécialisée traduit une haute conscience de l'art vocal, du style, de la couleur de la voix, de la souplesse du phrasé, de l'aisance dans la diction, l'articulation. Ceci se retrouve dans la technique de jeu des sonneurs de clarinette et de bombarde, qui ont la capacité à mettre en valeur les notes de la mélodie selon un coup de langue approprié pour obtenir un son distag (détaché).

### Différences internes
Il y a des différences entre les chants archaïques des vieux terroirs isolés, particulièrement la région des Monts, et ceux plus élaborés des plaines voisines largement ouvertes. Certains ont vu dans ces contrastes des motifs économiques et sociaux (régions déshéritées, terres aisées fécondes). Le Vannetais est également à distinguer des autres pays de par son originalité musicale. Le Trégor est riche en gwerzioù mais plus médiocre en mélodies, la Cornouaille avec son tempérament réputé débordant fournit aussi des chansons très marquées, le Léon n'a pas été si favorable à la danse et, très marqué par le clergé, a développé une musique religieuses avec la naissance de cantiques et de chorales. Quelques îlots dans le Léon ont conservé avec les danses des musiques originales, le rond pagan dans le pays du même nom par exemple. Bourgault-Ducoudray voit une différence de tempérament entre le Nord et le Sud qui se retrouverait dans le type de mélodies (mode hypodorien ou hypophrygien).
Les grandes variantes dialectales du breton de Cornouaille, Léon et Trégor (KLT) se distinguent du breton vannetais (gwenedour). La position de l'accent tonique étant variable pour un même mot, on pressent les influences de la langue parlée sur la langue chantée et, par voie de conséquence, sur les mélodies qui la supportent. Une chanson qui émigre dans un pays voisin adopte ses caractéristiques (dialecte, vision, accent tonique) ce qui modifie la mélodie et la métrique. La mer facilitant les déplacements, une certaine unité culturelle est perceptible sur des bandes côtières. Musiques, chansons et danses ont ainsi pu longer les côtes sans pénétrer les terres et donc créer des liens ente micro-pays éloignés.
La limite linguistique agit comme une ligne de partage dans le domaine du répertoire vocal. S'il y a échanges sur ce point, c'est presque toujours dans le sens est-ouest, à savoir les habitants de basse-Bretagne apprenant progressivement des chants français du répertoire gallo et rarement l'inverse. Le gallo, dialecte roman teinté d'expressions celtiques et parlé en haute-Bretagne, n'est pas plus homogène que le breton ne l'est en basse-Bretagne. La diversification par les apports culturels venus de l'extérieur de la Haute-Bretagne a donné naissance à des « mini-folklores locaux » qui fondent leur originalité sur les caractéristiques de leurs chants et danses.

### Fond celtique et nouveaux apports

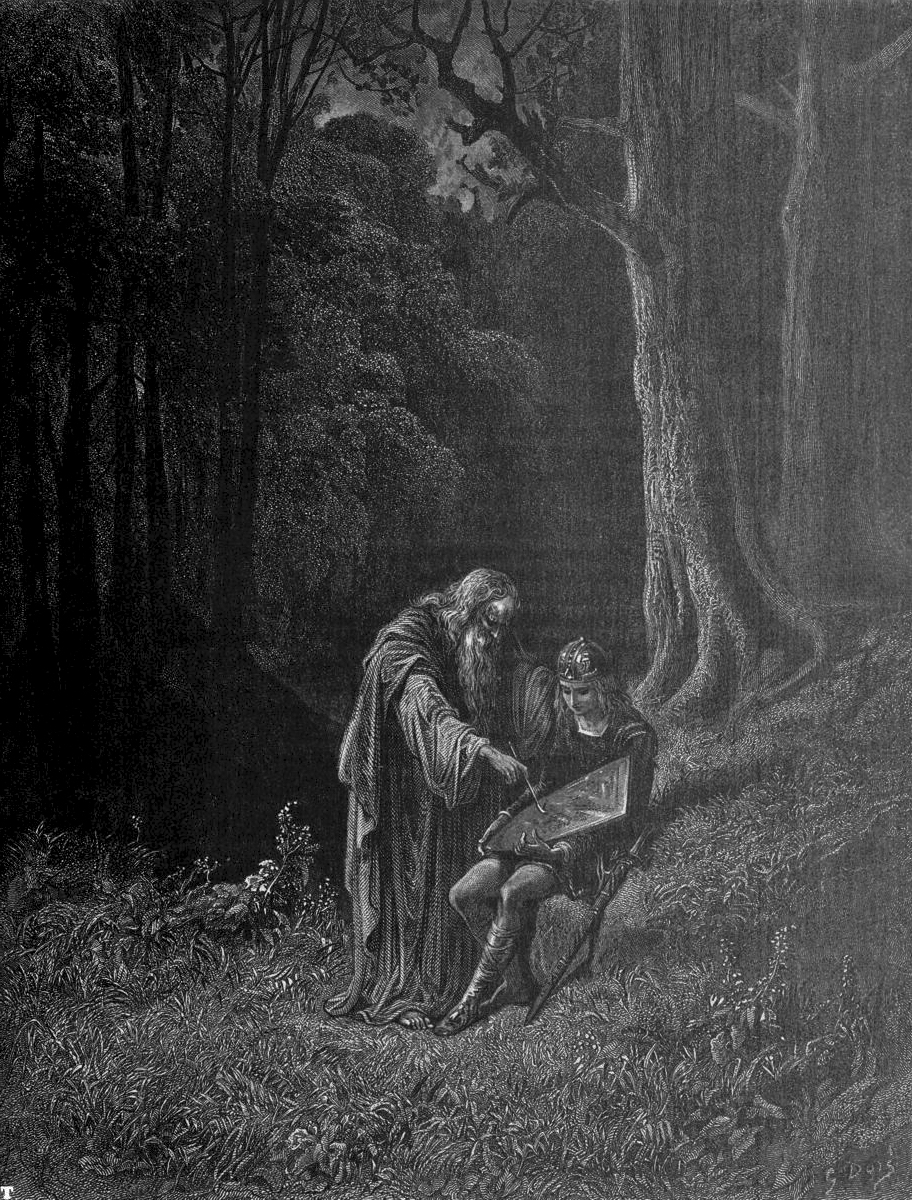
Merlin et Arthur, personnages importants dans les légendes celtiques.

Il y a une différence entre les chants autochtones portant les marques du territoire qui les a vus naître et les chants venus d'ailleurs, la Bretagne n'ayant pas été imperméable aux influences étrangères, de la latinité d'abord, celle des « pays frères » d'Outre-Manche ensuite et enfin de la France mitoyenne.
Les chants relatifs à l'épopée de la Table Ronde ont influencé toute l'Europe et leur origine est difficilement associable uniquement à la Bretagne insulaire ou péninsulaire, la communauté de langue ne permettant pas de faire la distinction et les héros vivant leurs aventures de part et d'autre de la Manche. Le lai breton d'Orphée, Sir Orfeo, reprend la légende grecque par un traitement celtique, ses motifs pouvant être rattachés à la littérature irlandaise et galloise. Les symboles et représentations diverses font largement appel à la cosmogonie celtique, pour laquelle on trouve des correspondances avec la littérature écrite des bardes de l'île de Bretagne. Bestiaire et allégorie arithmétique nourrissent cette poésie de part et d'autre de la mor Breizh (mer bretonne : la Manche). Dans les gwerzioù, la Bretagne, souvent identifiée aux animaux blancs et noirs (hermine, cygne, sanglier, pie...), est personnifiée par une jeune femme aux cheveux de jais et à la peau d'un blanc de neige. Les chiffres trois et sept en particulier contiennent une forte charge symbolique dans le légendaire breton, héritier pour une bonne part de la triplicité des Celtes : trois matelots/moines/marins, sept années/coups de couteau/sœurs de Morgane/saints fondateurs... Un exemple significatif de ce fond commun brittonique est le cas de la Gwerz Skolan du Barzaz Breiz : à la lecture du Livre noir de Carmarthen, le plus ancien manuscrit de poésie galloise écrit au XIIe siècle, apparaissent des similitudes sur la métrique de la gwerz et l'histoire (dialogues, nom du pénitent Yscolan, crimes). Autre exemple de similitudes thématiques entre l'île et le continent dans la chanson Merlin barde du Barzaz Breiz : les lois galloises d'Hywel Dda de la fin du Xe siècle définissent les mêmes attributs du barde de la Maison du roi (bardd teulu) que ceux que la version bretonne attribue à Merlin (anneau d'or et harpe).
Plus récemment, elle s'est rapprochée du folksong américain, auquel quelques accointances celtiques sont reconnues, les intermédiaires ayant été les émigrants irlandais débarqués sur le Nouveau continent lors du grand exode du XIXe siècle.

## Histoire de la chanson bretonne, reflet de l'évolution culturelle

### De la poésie savante des bardes à la création populaire

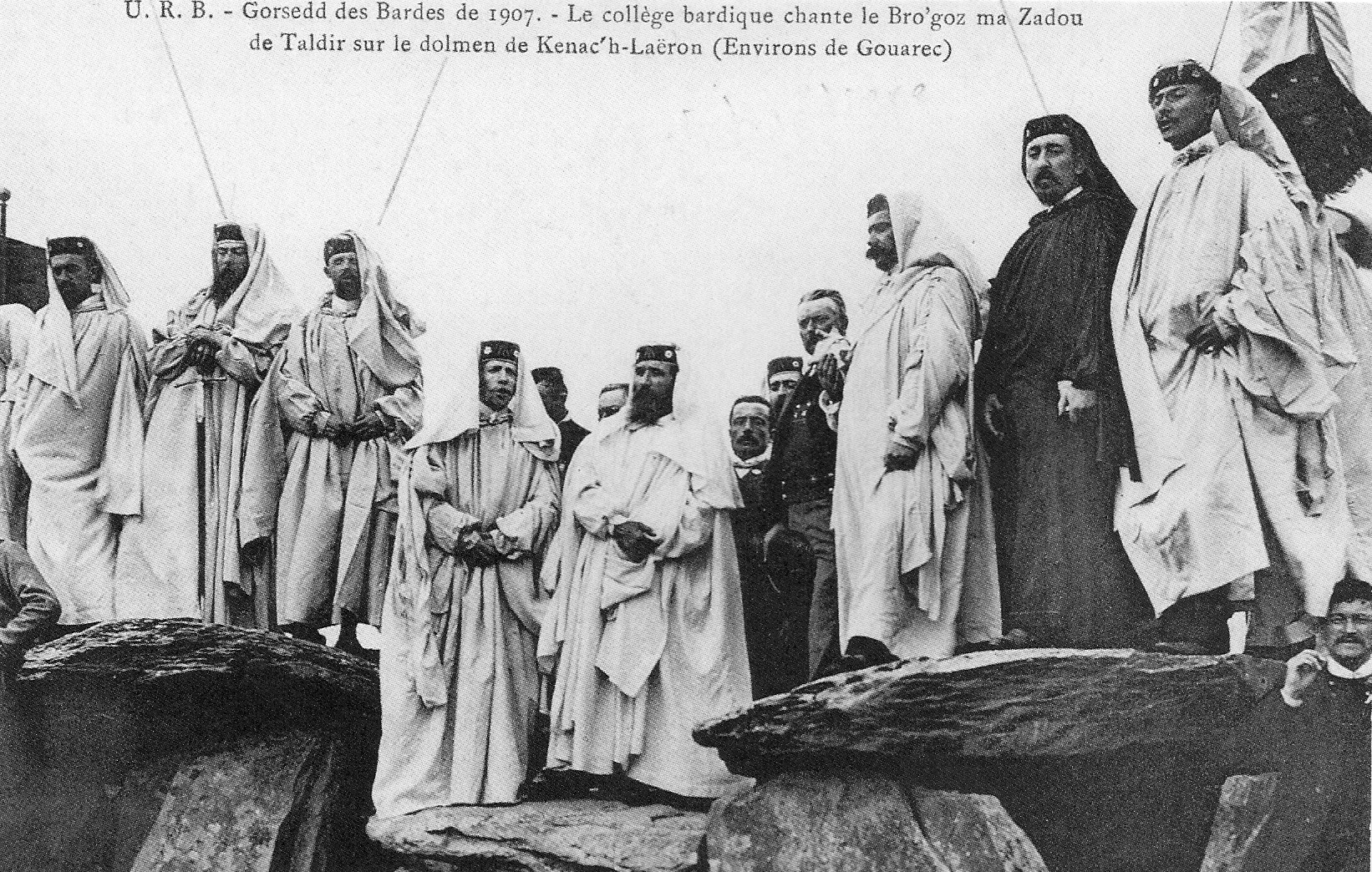
Le Gorsedd des Bardes de 1907 vers Gouarec chante le Bro gozh ma zadoù.

Dès l'Antiquité, les bardes, souvent confondus avec les druides, ont un rang élevé dans la société celtique. Taliesin, puis Gwenc'hlan, aux Ve et VIe siècles, sont les deux plus anciens bardes d'Armorique dont quelques bribes de chants nous soient parvenus. À partir du VIe siècle, apparaissent les ménestrels qui, à la poésie savante des bardes, opposent une véritable poésie populaire, une « contre-culture ». Il en existe trois sortes, les Kler (écoliers-poètes discrédités par les bardes), les chanteurs ambulants et les mendiants. Leurs chansons célèbrent soit les fêtes, la boisson et les femmes, soit les faits héroïques et historiques du moment, la ville d'Ys engloutie par exemple. Les poètes ecclésiastiques chantent eux la liturgie au peuple et la vie des saints.
Les documents retrouvés en Bretagne insulaire apportent des informations sur les chants composés par les bardes, qui évoluaient souvent d'un côté ou de l'autre de la Manche. Leur étroite relation avec la harpe est attestée dans la chanson de Merlin-barde, une des pièces majeures du Barzaz Breiz : ce long poème donne pour attributs à Merlin une harpe et un anneau d'or, tels qu'ils étaient définis dans la loi galloise du Xe siècle. Des noms de bardes nous sont parvenus comme Toséoc, Hyvarnion, Hervé, Ingmar ou Liwarc'h-Hen, Aneurin, Taliésin.
Sur le plan musical, « la légende veut que Saint Hervé ait utilisé la harpa au temps de Childebert. On mentionne un « Cadio, citharista » à la cour de Hoël en 1079 et des harpistes bretons en 1189 auprès de Richard Cœur de Lion ».

#### Guerres dans la mémoire populaire
Jusqu'au IXe siècle, l'Armorique est constituée d'un ensemble de principautés indépendantes. Les batailles qui opposent Morvan Lez-Breizh au roi des Francs sont conservées dans des ballades. Après sa mort, le pays est soumis  à l'oppression des Francs qu'il avait déjà connue sous les règnes de Pépin le Bref et de Charlemagne. En 825, un autre vicomte de Léon, Gwiomarc'h, combat les Francs avec des armées bretonnes conduites par Nominoë, qui devient roi de Bretagne à son indépendance. La tradition populaire rend hommage à sa ruse dans le Tribut de Nominoë. Sous le règne d'Erispoë et de Salomon, le royaume de Bretagne est prospère, connaît la richesse qui favorise l'Église, l'architecture et la musique. La harpe celtique connaît un développement considérable, ainsi qu'en atteste l'iconographie, donnant naissance à une musique classique bretonne.
Après la mort en 967 du dernier roi de Bretagne Alain le Grand, la convoitise des États voisins vient jouer des fausses notes avec les attaques normandes et les rivalités avec l'Angleterre. Le mercenaire breton Silvestrig naît dans la mémoire populaire lors de la conquête de l'Angleterre avec les Normands en 1066. Le personnage est adapté à d'autres guerres dans une chanson qui connait des centaines de variantes (Alan Stivell ou Yann-Fañch Kemener donnent leur version).

### Le «chant breton» et le «lai» au Moyen Âge
Si les bardes tendent à disparaître à partir du XIIe siècle (sans éradiquer pour autant le bardisme), la matière de Bretagne continue à intéresser les élites. Le début de ce siècle marque même l'apogée de la vogue des lais jusqu'au XIVe siècle. La versification de ces poèmes narratifs, composés par des poètes et poétesses professionnels, obéit à des règles complexes, résultat d'une longue tradition. Léon Fleuriot affirme que « le caractère principal du lai breton est la liaison intime entre musique et poésie. » Le manuscrit du lai armoricain Graelent-Mor, daté du XIIe siècle, possède d'ailleurs en en-tête une notation musicale et l'auteur anonyme précise : « L'aventure de Graalent/Vos dirai si que je l'entent/Bon en sont li lai à oïr/E les notes a retenir ». Quant au lai de Lecheor, il montre que, dès sa création, le poème narratif est mis sur une musique, à la mélodie inventée ou préexistante, et diffusé par des chanteurs. On avait coutume de se réunir à Saint-Pol-de-Léon une fois l'an, le jour de la fête du saint, nous confie-t-il. Dans l'innombrable assemblée, on parlait des événements de l'année écoulée, aventures, exploits, traits d'amours et l'on y composait des lais.
Selon Gottfried von Straßburg (fin du XIIe siècle), le lai de Gurun, composé par des Bretons, est joué par des harpistes gallois. Les « jongleurs » qui les chantent témoignent d'une grande culture : Tristan exécute le lai de Graelent à la harpe à la manière bretonne « si merveilleusement que beaucoup d'assistants oubliaient jusqu'à leur propre nom » comme en témoigne le texte de la chanson de geste Anseis de Cathage. Puis il chante le lai de Thisbé en breton, gallois, latin et français et on lui demande s'il connaît ces quatre langues et répond « oui, assez bien ».
Les fêtes étaient l'occasion de chanter et la tradition s'est parfois perpétuée longtemps : fêtes païennes devenues religieuses (tradition parfois associée au diable), chant des mariés lors des « aveux » inscrit dans les droits féodaux, composition de chansons satiriques aux dépens des veufs remariés lors des charivaris, etc.
Les chansons de geste (XIe et XIIe siècles) sont l'objet de discussions savantes et contradictoire visant à déterminer leur origine celtique ou germanique. Ces œuvres comportent en tout cas des éléments conformes aux principes courants dans la chanson populaire : le merveilleux, le choc psychologique avec atmosphère dramatique, l'abondance des répétitions, les phrases courtes aux idées concises, les développements longs et détaillés du drame, etc. C'est à l'époque des lais que culmine l'émigration bretonne dans la France médiévale, emportant avec elle sa culture : « Vous auriez pu ouïr çà et là tant de danses et d'airs bretons joués sur la vièle que vous vous fussiez cru à Nantes, où on les compose et chante » (texte traduit de l'occitan dans le livre Musique bretonne, 1996).

### Des lais aux gwerzioù
La tradition médiévale des lais bretons, ceux de Marie de France comme les anonymes, paraît liée à celle des gwerzioù. Ces deux types de poésie, l'une manuscrite et l'autre non, répondent à la même définition : de petits poèmes narratifs en breton, tenus pour vrais et composés pour garder le souvenir d'aventures ou d'événements mémorables. Comme fréquemment dans les traditions orales, l'appropriation d'un sujet de chanson se répercute localement, lui donnant plus de véracité. La force de l'assonance tient lieu de preuve sur les faits relatés, ce qui renvoie à l'ancienne maxime celtique : « La poésie est plus forte que les trois choses les plus fortes : l'eau, le feu et l'acier. ». Donatien Laurent met en relation des vers des lais de Tydorel et de Mélion avec la remarque faite en 1845 à propos des gwerzioù par La Villemarqué : « Quand un paysan breton veut louer une œuvre de ce genre, il ne dit pas « c'est beau ! », il dit « c'est vrai ! » ». Une différence est que les chanteurs de gwerzioù des XIXe et XXe siècles - appartenant tous au monde paysan – ne s'accompagnaient jamais d'un instrument de musique, contrairement à ce qui semblait être la pratique générale des bardes de culture savante ou des jongleurs qui interprétaient les lais bretons au Moyen Âge.
Cette continuité d'une vision poétique bretonne se retrouve dans certains thèmes communs, tel An Aotrou Nann (le Seigneur Nann, dont il existe une version en français : le Roi Renaud) et surtout la gwerz de Skolan. Par cette « légende de Merlin », Donatien Laurent montre les rapports étroits existants entre le texte transmis par la tradition orale en Bretagne au XXe siècle et des écrits lettrés gallois du XIIe (Livre noir de Carmarthen) relatant des faits réputés antérieurs de plusieurs siècles. L'analogie avec ce manuscrit présente Yscolan, un personnage de même nom, également noir de toute sa personne, revenant de l'Autre Monde sur son cheval noir demander à sa mère pardon et bénédiction pour trois fautes similaires. L'étude insiste également sur la question de la forme musicale et poétique d'un tel chant, qui permettrait de dater une pièce : « le tercet d’octosyllabes est ainsi souvent considéré comme une forme métrique ancienne, tandis que le quatrain de 13 pieds passe pour plus récent ». « Cette forme strophique est exactement celle qu'utilise la poésie bardique primitive des VIIe et IXe siècles, forme qui fut abandonnée au Pays de Galles au XIIe siècle ». Cependant, seule la forme des versions recueillies à partir du XIXe siècle est connue et selon Maurice Duhamel dans son Recueil, « entre le tiers et le quart des airs de gwerzioù ont cette structure ternaire qui impose un découpage du texte en tercets de vers courts. Le fait qu'une telle forme mélodique semble très peu représentée dans le répertoire traditionnel des pays de langue française amène à se demander s'il ne s'agit pas là d'un trait original de la chanson bretonne ».

### Culture orale de la société paysanne ancienne

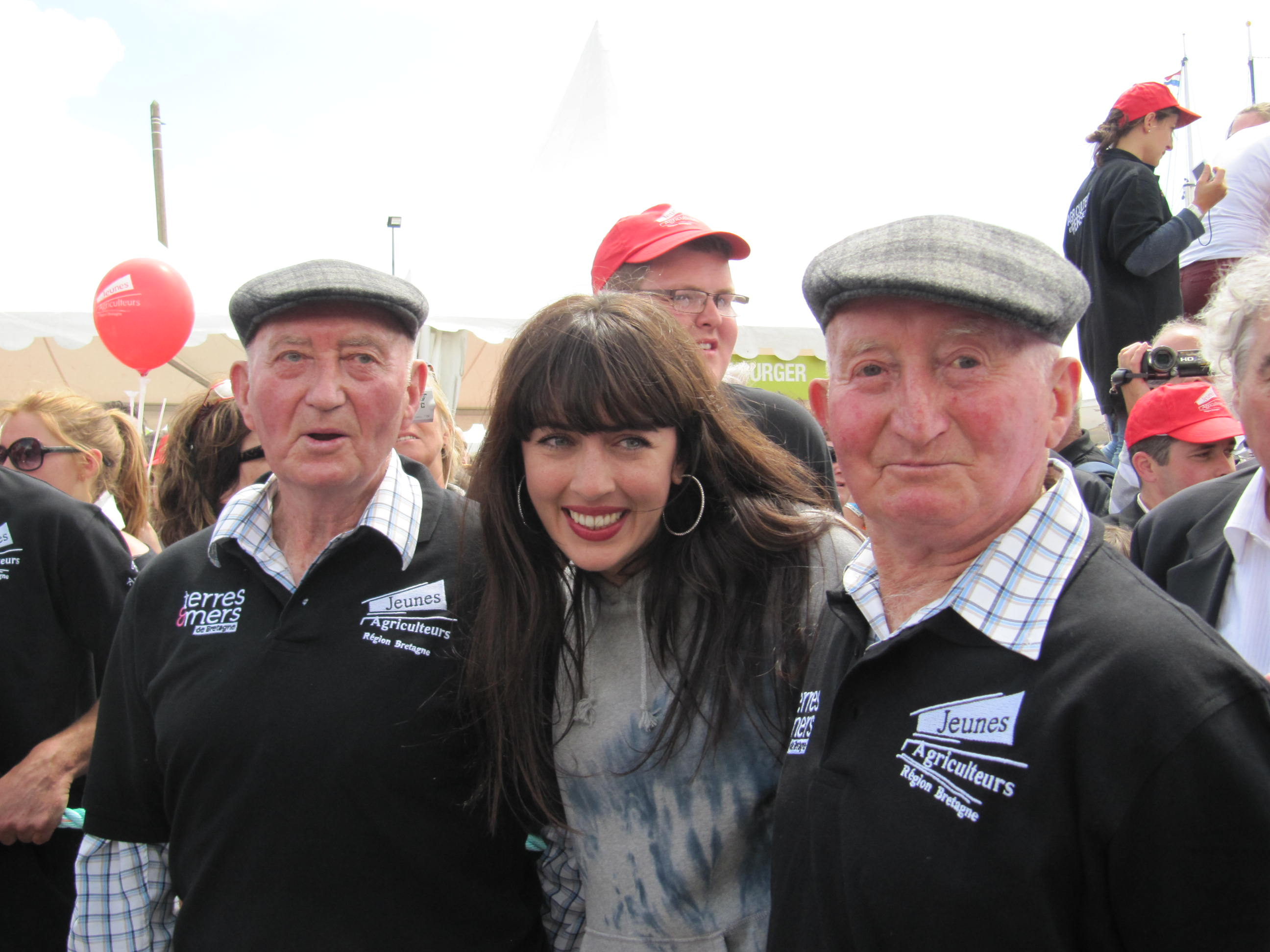
Nolwenn Leroy, marraine des Jeunes Agriculteurs en 2012 et les frères Morvan, paysans chantant naturellement.

Devant travailler sans cesse pour survivre, le moindre moment est occupé à de menus travaux. Dans une microsociété paysanne, imprégnée de tradition et de religiosité catholique, quasi inchangée du XVe au XXe siècle, la méfiance de l'étranger se retrouve dans des chansons satiriques et couplets improvisés se moquant volontiers des habitants d'autres paroisses. Jusqu'au milieu du XIXe siècle, il n'y a pas ou peu de routes. Les déplacements se faisant principalement à pied, le marcheur, seul ou à plusieurs, récite son répertoire de chansons pour se motiver, se rassurer ou faire passer le temps. Quittant le Centre-Bretagne pour vendre leurs maigres récoltes, les pilhaouerien (chiffonniers) sèment dans leur pays une production de littérature orale glanée au cours de leurs pérégrinations. Malgré les différences de richesse, comme entre les propriétaires sur la côte bigoudène et les métayers montagnards, ils montrent une unité culturelle, obéissant aux mêmes rituels, dansant sur les mêmes airs, pleurant aux mêmes gwerzioù... La culture paysanne en général, et bretonne plus longtemps qu'ailleurs, est marquée par cet aspect collectif de la vie quotidienne, pour les durs labeurs comme pour les moments de réjouissance. Par exemple, lorsque quelqu'un entame une chanson, le groupe la reprend aussitôt. Chanteurs ambulants et sonneurs professionnels se déplacent sur des distances hors normes, ouvrant des horizons inhabituels, propres à susciter la curiosité des auditeurs.
Lorsque, après la Révolution de 1789, le niveau de vie des paysans leur permet de commencer à envisager un avenir au-delà de la simple survie, une formidable pulsion se fait sentir. Le développement du costume du XIXe siècle donne une marque tangible de cet enrichissement relatif. Des variations apparaissent suivant le « pays » vestimentaire, la situation conjugale ou entre habitants des villages et des bourgs. Cette nouvelle mode est décrite en chansons, jusqu'au retour des « poilus », qui abandonnent le costume traditionnel, traumatisés par la Grande Guerre.

### Prédominance des cantiques sur les chansons profanes
La foi, profondément ancrée dans le cœur des Bretons, explique l'importance prise en Bretagne par les trois cultes des morts, des saints et de la Vierge, lesquels vont fournir aux cantiques leurs thèmes essentiels. La messe était la seule manifestation dotée d'une certaine recherche artistique – avec son carde architectural, sa musique, ses chants – à laquelle il lui était possible d'assister.

#### Le culte des morts
L'idée des anciens Celtes est que la vie se poursuit après la mort sur d'autres lieux terrestres, tels que les immenses cavernes situées au flanc des montagnes et les chapelets, d'îles s'égrenant à l'extrémité de la péninsule, peuplées d'un monde surnaturel au milieu de fées. Plus tard, une autre légende dit que l'âme du défunt, an Anaon, reste au contact des vivants au sein de Cités très animées dont la ville d'Ys : c'est la « Contrée de la joie » où, nuit et jour, se succèdent fêtes et ripailles.
Lorsque le christianisme se répand dans le pays, dans l'impossibilité de mettre fin à toutes ces croyances, il s'efforce de les capter à son profit. Avec lui, la vie future doit être considérée comme la sanction de la vie présente : l'ancienne « Contrée de la joie » devient le Paradis et les cavernes souterraines l'Enfer. Mais les superstitions se poursuivent et les Bretons, de par un penchant inné pour le fantastique et le surnaturel, continuent d'accorder un grand crédit aux intersignes, annonciateurs de mort, ainsi qu'aux revenants qui ne sont autres que les trépassées de passage chez les vivants. Dans la terreur irréductible des ténèbres, se retrouve la vieille angoisse atavique des Celtes. L'installation des cimetières au centre des villages, engendrant une continuelle proximité entre vivants et morts, a eu pour effet d'accroître leurs relations réciproques.
Toutes les coutumes, issues pour une bonne part du paganisme, ont peu à peu disparu des mœurs pour céder la place à un christianisme purifié. Mais leur souvenir n'est pas totalement éteint et on en retrouve notamment les traces dans quelques cantiques populaires au titre significatif tels que le Kanaouen ann Anaon (le chant des trépassés), l'Ankou (le trépas, en breton "Anken" signifie chagrin, "Ankoun" oubli), le Cantic Var ar Berejou (cantique des cimetières), etc.

#### Le culte des saints
Le Breton place dans son culte pour les saints sa confiance du futur et attend un réconfort. Mais sa dévotion va de préférence vers ceux qui, en vrais Celtes, sont de son lignage, de très humble condition et qui ont été choisis par lui, chaque contrée voulant avoir auprès de Dieu son interprète et défenseur attitré. Représentés dans les lieux de cultes, ils font l'objet d'un culte simple, à la fois respectueux et familier dont on trouve l'expression dans maints cantiques.
L'iconographie hagiographique bretonne n'est pas sans présenter des symboles musicaux, en plus des cloches associées à des saints. Plus originales sont les pierres sonnantes utilisées par les ermites des premières chrétientés celtiques. La vie des saints relate une empreinte musicale : Toséoc, l'un des douze disciples de Paul Aurélien est citharède, saint Turiau est savant et chanteur, le père de saint Hervé est barde. Hervé chante dès l'âge de cinq ans des cantiques faits par sa mère avant de composer à son tour des vers qu'il accompagne à la telenn. La paternité de Ar Baradoz lui est notamment attribuée, mélodie en tétracorde chantée dans toute la Bretagne. Parmi les autres très nombreux saints, des chantres perpétuent leur mémoire populaire, comme le Cantique de Saint Erwan pour Saint Yves-Hélori. Pour les saintes, les prières se portent surtout vers la mère de Marie, Sainte Anne.

#### Le culte marial
Si le culte des saints s'est très développé en Armorique, la dévolution à la Vierge Marie, qui paraît avoir pris naissance aux environs de 1100, l'est peut-être plus encore. Personnifiée sous divers vocables, elle s'est vu consacrer une quantité de sanctuaires où se déroulent chaque année des cérémonies d'une solennité grandiose, à l'occasion desquelles sont chantés des cantiques composés à son intention et qui offrent la particularité d'être spécifiquement attachés à la métropole culturelle d'accueil, tels par exemple que ceux titrés Itron Varia Rumengol, Itron Varia Penhors (Notre-Dame de Rumengol, de Penhars). Dans un régime en quelque sorte matriarcal, cette ferveur élective à l'égard de Marie représenterait le symbole de toutes les mères, un transfert aux yeux du paysan : elle est la beauté, la douceur, la charité, la sécurité et la grâce dans ce monde particulièrement rude des campagnes, d'où la place qui lui est accordée dans le cœur des hommes et, par voie de conséquence, dans le répertoire breton.
L'abbé Roger Abjean divise ces cantiques en deux catégories : les chants rassemblés sous le vocable de Itron Varia qui signifie « Madame Marie » ou « Notre-Dame » et ces Vierges anonymes qui ont inspiré chants de compassion, d'imploration ou de louange, comme les fameux Angélus.

### Des événements inscrits dans la culture populaire orale

#### Duché de Bretagne

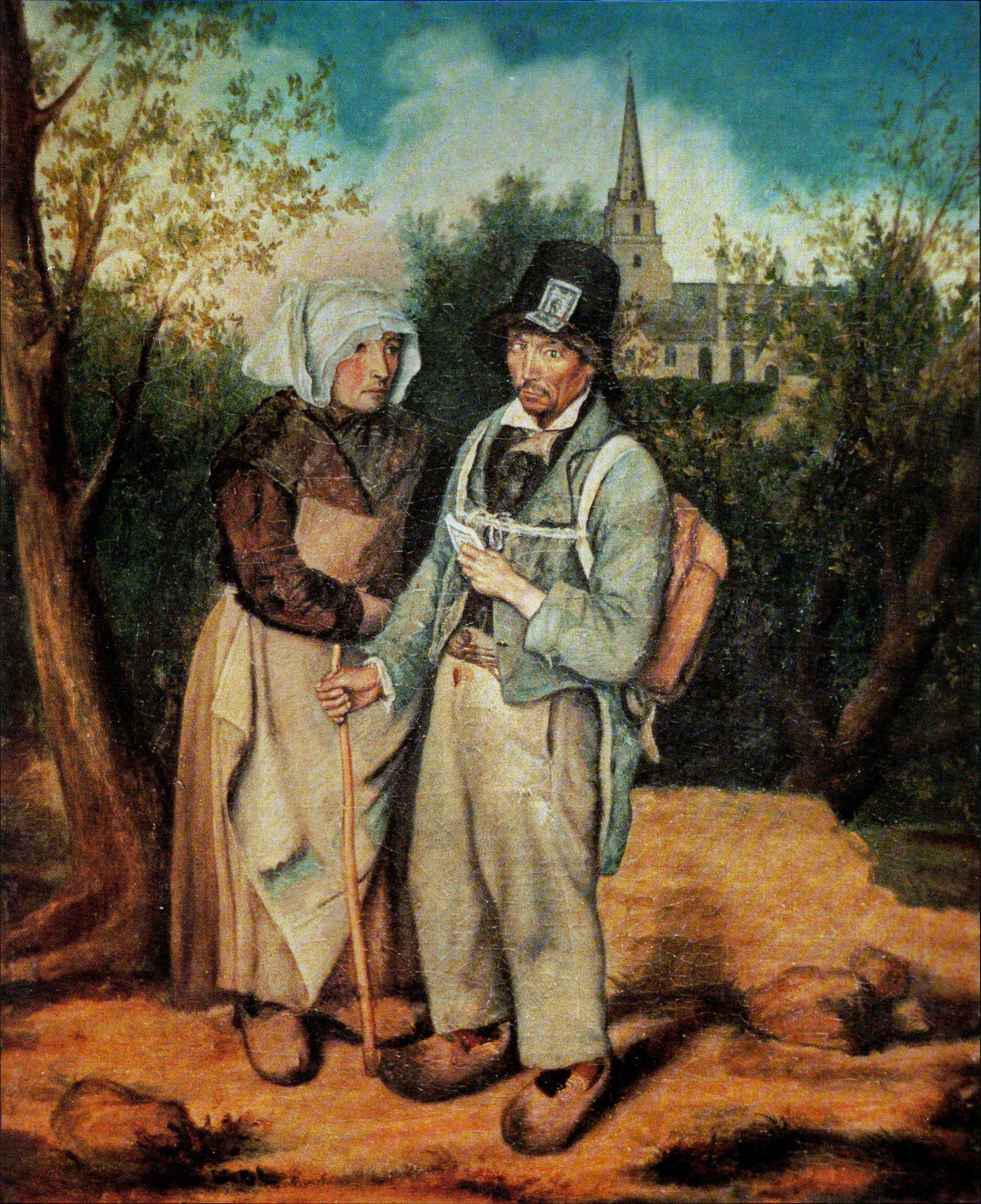
Chansonnier du Trégor quittant sa femme pour partir en tournée.

Par rapport à ses voisins, le duché de Bretagne était plus démocratique (Parlement) et social (paysans plus libres, proches des petits seigneurs et protégés, justice sociale). Après près de trente ans d'occupation anglaise, la menace française revient puisque Louis IX amène ses armées pour sanctifier la Bretagne mais est battu par le duc Pierre Ier. Animés d'un esprit chevaleresque et stimulés par de forts sentiments religieux, les nobles participent aux croisades. Leur épouse deviendra la proie d'un beau-frère haineux dans l'épouse du croisé, celle du Clerc de Rohan, protecteur félon dans cette vision de cauchemar (19 rapprochement avec la chanson anglaise John Riley).
Depuis l'invasion anglaise de 1158, la Bretagne n'est plus gouvernée par les ducs mais par des familles royales françaises et anglaises qui se la disputent. Au XIVe siècle, dans la Guerre de Succession due aux mariages successifs du duc Arthur II, la famille française de Blois et les Anglais de Montfort défendent leurs intérêts. Ce fut la Guerre dite des Deux Jeannes, marquée par des embuscades et escarmouches multiples, le siège de Rennes et la bataille d'Auray qui décide en 1364 de la victoire du parti de Montfort. Divers épisodes du conflit sont chantés dans le Barzaz : l'héroïsme de Jeanne la Flamme, L'Hermine (de son trou, elle souhait qu'ils s'exterminent l'un et l'autre, respectivement symbolisés par un loup, Guillaume Le Loup, et un taureau, John Bull), le Combat des Trente livré en 1351 ou An Alarc'h (le Cygne). Cette dernière est l'une des plus célèbres de la tradition bretonne, une des clés de la résistance contre l'oppression étrangère avec la phrase « Ha malloz-ru d'ar C'hallaoued ! » (« Et malédiction rouge aux Français ! »).
Anne de Bretagne succède au duc François II de Bretagne en 1488 à onze ans. Elle épouse le roi de France Charles VII en 1491 et se remarie avec son successeur Louis XII de France. Restée duchesse tout en étant reine, elle assura à sa province natale une part d'autonomie. Sa fille aîné Claude, héritière du duché, se marie avec le nouveau roi de France François Ier en 1514 et lui cède l'usufruit. Ce dernier fait signer en 1532 les actes d'Union des États de Bretagne à l'État français. Des faits aussi importants n'ont trouvé dans le Barzaz que de très faibles échos, rapportant juste des évènements tels que le Siège de Guingamp par le vicomte de Rohan sauvé par la duchesse. Au fil des siècles, la transgression par le pouvoir central des droits édités en 1532 (conscription, fiscalité) est source de révolte et de chansons.

#### Aliénations et révolutions
La désignation en 1582 du duc de Mercœur comme gouverneur de la Bretagne est d'abord mal ressentie, dont le départ des Cornouaillais de son armée en route contre les Anglais constitue le thème de la pièce les Ligueurs du Barzaz. Le désarroi de la plèbe rurale et son absence d'organisation conduit des « petits nobles de proie » à aggraver la situation, dont « le loup » La Fontenelle coupable d'actes de piraterie comme l'amour forcé de l'héritière de Coadélan dans le chant du Barzaz. La misère matérielle et morale s'exprime dans des textes comme les Laboureurs, chanson du XVIIe siècle que La Villemarqué interprète comme la résignation du paysan à sa situation. Pourtant, la naissance d'une conscience de classe conduit à la Révolte du papier timbré et des Bonnets Rouges en Basse-Bretagne, une résistance paysanne, marquée par la mort de son leader Sébastien Ar Balp, qui lui couta une grande répression (la France se venge de cet écart révolutionnaire par une sévère répression en Bretagne). Cet événement est la base du « code paysan » et inspire des poètes. Après près d'un demi-siècle d'oppression et d'exploitation par le pouvoir politique aidé des morales chrétiennes, la petite noblesse aurait été au début du XVIIIe siècle proche des intérêts des paysans, contestant les nouveaux impôts notamment. Quatre d'entre eux sont décapités à Nantes en 1720, dont le marquis de Pontcallec âgé de vingt et un ans selon le soutien populaire exprimé à travers la ballade Marv Pontkalleg devenue un grand classique.
La Révolution française inspire de nombreux chants, que le chanoine Perennès réuni dans les Annales de Bretagne (tomes 41 et 42, 1934-1935). Après la Révolution, l'apparente fin des abus du centralisme laisse place à un régime plus despotique, allant pour la Bretagne à l'encontre de sa position autonomiste et sa vision fédéraliste. Dans une Bretagne« religieuse et antimilitariste », la Chouannerie est au départ une réaction populaire, relayée dans la Terreur par les royalistes (Blancs) face aux républicains (Bleus). L'excès jacobin à l'encontre des libertés bretonnes est illustré dans la chanson Les Bleus en cette fin du XVIIIe siècle et une des victoires des chouans est narrée dans Ar Chouanted avec les héros Julien et Georges Cadoudal.
À partir du Premier Empire, le régime autoritaire et centralisateur tend à fondre les caractères spécifiques des « provinces » dans un moule commun, grâce à un système juridique, administratif et militaire. L'armée est mal vécue par les Bretons sur le plan sentimental (séparation avec sa terre et ses proches) et donne naissance à des chansons, comme la satirique Tenval an Deiz arrangée par Alan Stivell.
Après la Restauration, la situation n'est guère restaurée et certains comme Jak an Dall (Jacques l'aveugle) écrivent des couplets haineux et vengeurs à Louis-Philippe « l'usurpateur ». Sous un style démagogique, les dirigeants souhaitent franciser la Bretagne et la langue bretonne trouve refuge dans les institutions catholiques.

### Les premières traces écrites
Les premiers exemples de textes de chants traditionnels n'apparaissent que vers 1350. Les principaux documents sauvés de la destruction sont des poésies, des « vies de Saints », généralement sous forme de pièces de théâtre et de cantiques. Ils diffèrent du système oral varié car ils présentent une uniformité linguistique due aux lettrés. Le très populaire théâtre breton a influencé par son système de versification les cantiques en moyen breton. Les cantiques ont souvent emprunté des airs à la tradition orale populaire. Parallèlement, cette période apporte les premiers textes de chants populaires, avec quelques témoignages. Par exemple, un chant du Seigneur de Quimperlé lors d'un aveu est daté de 1502 et analysé par La Villemarqué et Émile Ernault, un chant de maçon de 1557, « Gouers neuze » une ancienne gwerz trouvée en 1632 dans les papiers du notaire de Pleubian Yves Le Patézour, une chanson satirique contre le recteur du Trévoux datée de 1697 qui aurait servi de pièce à conviction pour son procès...
Cependant, on constate que, dans un contexte d'indifférence de la part des classes dominantes, le nombre de témoignages de chansons populaires est très restreint : seule la mémoire populaire aura été le gardien de ce répertoire. Une forme de dédain pour un domaine peu prisé par les autorités religieuses, est aussi une des origines du peu de traces écrites, allant de la représentation des musiciens populaires en animaux satiriques, aux mises en garde du Père Maunoir contre les nuitées et les veillées, qui conduisent par la suite à assimiler au diable les aubergistes, les sonneurs, les danseurs, etc.

#### Nouveau moyen de diffusion: les feuilles volantes

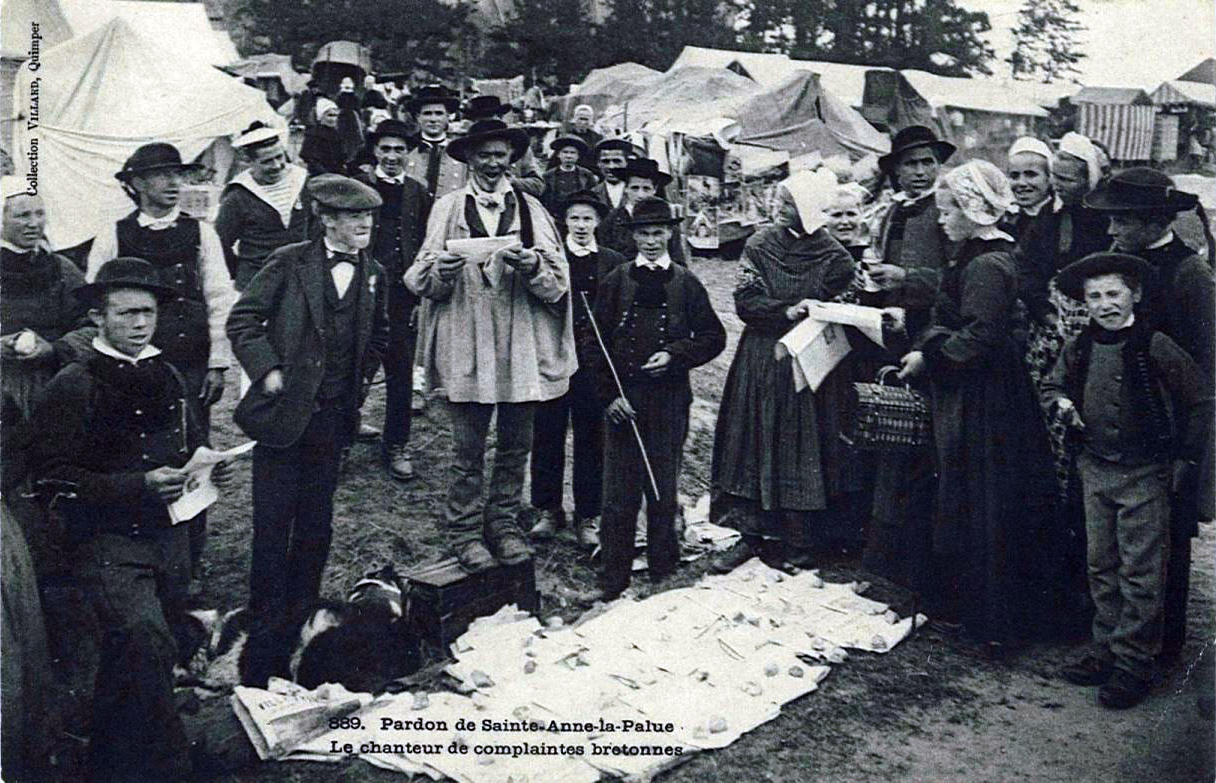
Vente de feuilles volantes au Pardon de Sainte-Anne-la-Palud par la femme du chanteur.

Les premières feuilles volantes qui nous sont parvenues datent de la deuxième moitié du XVIIe siècle. Ce moyen de diffusion s'est perpétué pendant tout le XIXe siècle. Un chant est transcrit sur une feuille de mauvaise qualité et vendue sur les marchés par les auteurs eux-mêmes ou par les colporteurs. Leur format est très variable (du petit cahier de plusieurs pages à la grande feuille recto-verso format journal). Elle est soit l'œuvre d'un compositeur attesté souhaitant augmenter sa renommée ou faire connaître un chant qu'il pense propre à émouvoir les lecteurs, soit le choix d'un imprimeur éditant un texte qu'il sait être apprécié du public ou cherchant à faire acte culturel. Elle a donc le plus souvent une origine ou une inspiration issue du milieu populaire. Elles présentent rarement des notations musicales, mais font simplement référence à des timbres connus, en précisant « War don Ker Is » (« sur l'air de... »).
Leur sujet relate un fait divers, une information pratique, une circonstance, un métier, un fait surnaturel, la religion... Adaptées au milieu en question, elles véhiculaient les idées et les thèmes attendus ou permettaient un prosélytisme politique ou religieux, ce qui en a fait leur succès. La part des chansons traditionnelles et celle des « poèmes littéraires » ne peut être distincte que par collectage. Ce qui reste sûr est l'impact qu'elles ont eu sur la population, qui en a adopté certaines et l'influence, au niveau musical (support aux airs de gavotte comme le texte du Serjant major), religieux (liste de Gwennole Le Menn) mais aussi social (préconisations pour lutter contre le choléra) et politique. Néanmoins, la majorité de ces chants n'est pas devenue populaire, du fait d'une césure entre les milieux savants et les milieux plus humbles : la pauvreté poétique ou la lourdeurs des tournures non propres à la mémorisation et le langage littéraire qui mélangeait des mots français dans des phrases bretonnes, par souci de l'auteur d'étaler son savoir, en faisant référence à des divinités inconnues ou en évoquant des idées politiques éloignées. Cette césure, qui a provoqué un certain repli culturel en Basse-Bretagne, n'a pas empêché le maintien de cette littérature et des idées qu'elle véhiculait. Cependant, des autorités religieuses, laïques ou politiques, surveillaient également ce média (chansons satiriques de Jean-Marie'n Nent interdites) mais l'attitude des gens allait vers l'ouverture, la curiosité et les contacts fréquents, par le biais des échanges, commerciaux ou autres, à l'échelon local (colporteurs), régional (pardons, grandes foires, pèlerinages), national (émigration) ou international (exportations).
Un des derniers auteurs et colporteurs de feuilles volantes est René Le Gac de Callac, qui continue de vendre dans les foires dans les années 1970. Le côté narratif a laissé place au côté engagé du combat culturel, politique et économique. Un fonds de feuilles volantes est consultable à la bibliothèque Yves Le Gallo du Centre de recherche bretonne et celtique (CRBC) de Brest.

### Intérêt naissant des lettres
La période du romantisme et l'intérêt des érudits français pour la culture celte ou scandinave est l'occasion pour quelques lettrés appartenant plus particulièrement à la petite noblesse bretonne (historiens, amateurs d'archéologie) de prendre conscience de la richesse conservée par le peuple. Leur connaissance du breton d'une part, leur culture et l'influence des idées de l'époque d'autre part (la recherche des racines et des « antiquités ») les désignent tout particulièrement pour mettre en valeur les caractéristiques du patrimoine. Parfois, ils étoffent ces chants de notations musicales et de réflexions historiques ou des différentes variantes trouvées auprès d'interprètes désignés ou non.
Aymar de Blois de La Calande (1760-1852) comprend le premier ce qu'il faut chercher : il collecte et traduit en français une douzaine de chants et publie en 1823 ses notes sur l'étude de l'Héritière de Keroulas, une gwerz chantée par des femmes dans son manoir à Ploujean qui relate un fait du XVIe siècle. Un des premiers ouvrages présentant des indications mélodiques est celui du chanoine Mahé en 1825, dans son Essai sur les Antiquités de Morbihan qui inclut quarante airs notés accompagnés de réflexions sur les modes et l'usage des chants. Mais ce n'est qu'un extrait de son manuscrit trouvé à la fin du siècle par Jean-Pierre Le Moing, qui constitue le plus ancien fonds avec 232 airs.
Jean-Francois de Kergariou (1779-1839), d’origine trégoroise, fait connaitre plusieurs complaintes, notamment deux versions de la chanson sur le rapt de Marie Le Chevoir par La Fontenelle en 1595.
Sur le terrain, la démarche novatrice est suivie grâce à des chanteuses comme Ursule Feydeau de Vaugien, la mère de La Villemarqué près de Pont-Aven, Barbe-Émilie de Saint-Prix (1789-1869) autour de Callac. Madame de Saint-Prix aurait commencé à apprendre des chants traditionnels auprès des mendiants vers 1820, avant d'en transmettre une centaine, à La Villemarqué et J.M. Penguern notamment, les accompagnants parfois de notes historiques ou de précisions relatives à la localisation de la gwerz. Des gens font connaître ces collectes en partie au grand public, comme Louis Dufilhol (1791-1864) de Lorient, le chevalier de Fréminville et Émile Souvestre de Morlaix qui lance l'engouement pour le recueil de la matière populaire après avoir édité quelques chants dès 1832 dans le Journal du Finistère, puis dans la Revue des deux mondes C’est surtout son article paru dans le numéro du 1er décembre 1834, intitulé « Poésies populaires de la Bretagne », qui dévoile pour la première fois la nature de ce répertoire à un public lettre et francophone. Ses travaux sont réunis en 1836 sous le titre Les derniers Bretons.
À la suite du premier livre d'Émile Souvestre, les grands noms du romantisme français, tels George Sand ou Gérard de Nerval, partagent le sentiment d'un patrimoine menacé de disparition. Dans les années 1830, les lettrés découvrent la richesse insoupçonnée des gwerzioù, qui correspondent bien à l'attente des romantiques en matière de génie populaire. Désormais, ils sont convaincus qu'il leur appartient de « sauver un trésor de coutumes locales », de « préserver un précieux dépôt ». Dans le même temps, les modes culturelles de la bourgeoisie urbaine s'éloignent de celles des paysans. D'où une perception ambiguë des us et coutumes paysannes qui leur semblent trop éloignées des leurs mais avec la conscience de leur importance, comme le déclare Auguste Jal en 1832 ou Flaubert en 1846.
Plusieurs grandes enquêtes suivent ; par le Comité des Chartes et des Chroniques (1834), le Comité des Lettres, Philosophies, Sciences et Arts (1835) et il participe à celle lancée par le ministre Salvandy dont le but était la collecte du maximum de chants mais la Révolution de 1848 met un coup d'arrêt et il décède peu après. J. M. Penguern recueille, sans jamais les éditer, près de 600 chants trégorois et léonards dans les cantons de Perros-Guirec et Taulé principalement dans les années 1840, assisté de René Kerambrun pour des adaptations. À la même époque, en Léon, Gabriel Milin recueille contes et chansons auprès des ouvriers bretonnants du port de Brest.

### Naissance et diffusion de l’œuvre littéraire majeure, le Barzaz Breiz

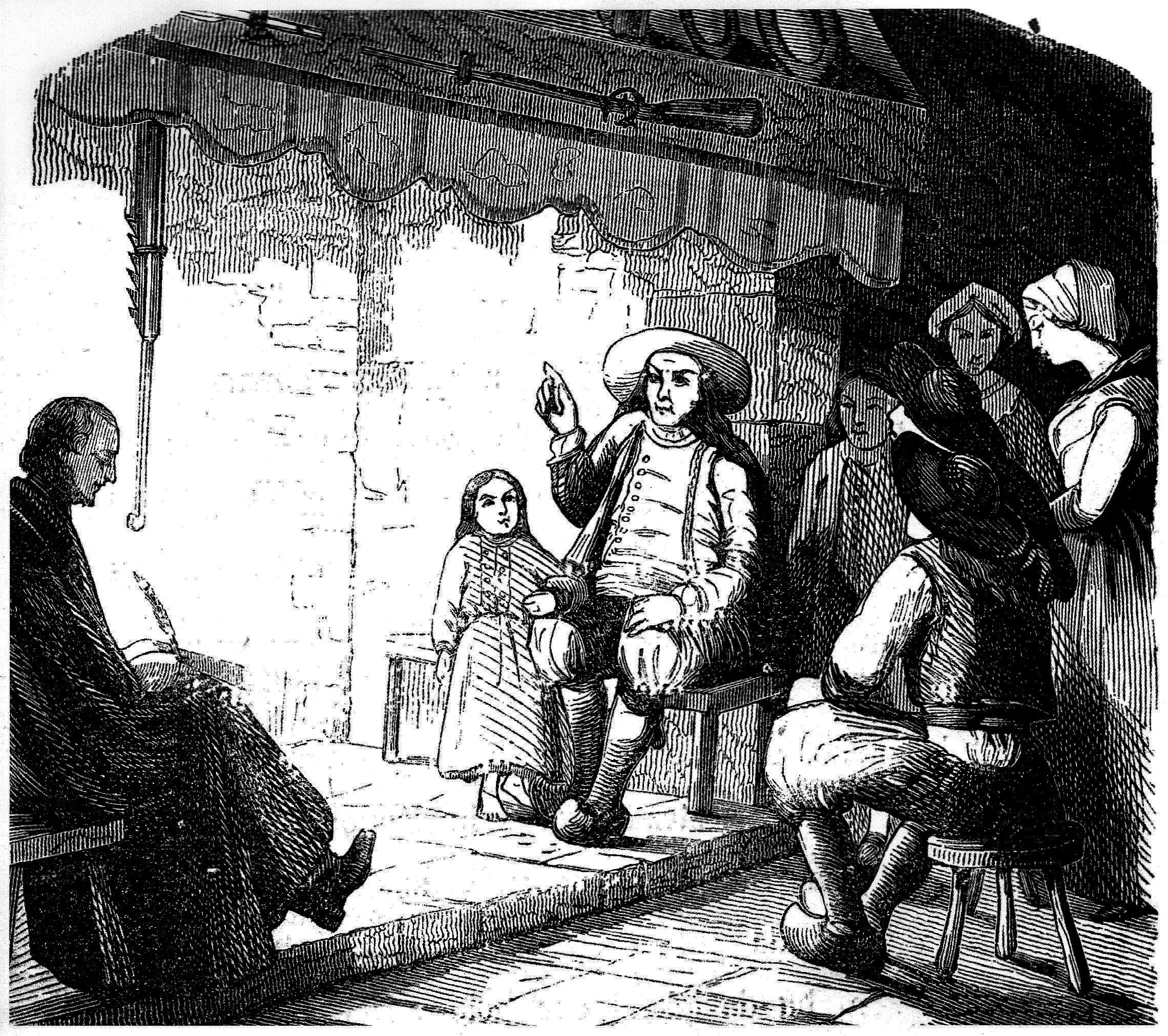
La Villemarqué, âgé de 30 ans, transcrivant une chanson.

La première édition du Barzaz Breiz paraît en 1839. Il est divisé en chants historiques, chants d'amour, chants religieux. Dès le départ, La Villemarqué entoure ces chants d'arguments et de notes, donne la notation musicale de nombreux chants et présente les chants eux-mêmes en breton et en français. L'auteur était un celtisant fasciné par l'antique civilisation des bardes et des druides, le monde surnaturel (fées, nains, sorcières) et passionné d'histoire avec l'amour de sa patrie bretonne.
La « Querelle du Barzaz-Breiz » :
- met en cause l'authenticité des textes : il aurait arrangé les versions collectées selon ses goûts et en breton littéraire, voir fabriqué lui-même certains gwerzioù. Cette opinion trouve appui dans la thèse de Francis Gourvil publiée en 1960 mais pour les chants prétendus « inventés de toutes pièces » Donatien Laurent a trouvé en 1964 dans les cahiers originaux des collectes la preuve d'une base populaire[c 13].
- met en cause la vérité historique des textes : il les aurait délibérément vieillis et antidatés pour leur conférer artificiellement le cachet et la patine de l'ancien et cherché à les rattacher à des évènements notoires du passé armoricain. Cette critique trouve écho par l'essayiste Le Men en 1867[c 14].

De son côté, François Luzel se dit d'entière bonne foi en présentant les fruits de ses collectes à l'état brut pour proposer des versions fidèles à la spontanéité auxquelles elles lui sont parvenues. Cette émulation chez les lettrés est saluée par le « barde de Nizon » mais la querelle qui oppose aux enthousiastes défenseurs de l'œuvre des détracteurs non moins ardents laisse l'auteur impassible et dans un mutisme face aux attaques parfois violentes.

### Œuvres postérieures à la publication du Barzaz Breiz
Une véritable réflexion pour définir les « chants populaires » est menée en France : Napoléon III fait publier un recueil en 1852, George Sand invente l'expression littérature orale, etc.
Durant la deuxième moitié du XIXe siècle, se joignent les linguistes et les adeptes d'une science nouvelle, l'ethnologie. L'interprétation historique, largement discréditée à la suite de la querelle du Barzaz-Breiz, est délaissée en faveur d'une approche linguistique et philologique. Les ethnologues se sont substitués aux « antiquaires » du début du siècle, mais les travaux restent orientés vers des milieux aisés et intellectuels, mis à part de rares revues comme Dihunamb. Luzel, à la recherche de pièces de théâtre, fait en même temps une ample moisson de chants populaires. Ainsi, il fait paraître en 1868 quatre-vingt-douze gwerzioù qu'il dit avoir transcrit à l'identique. En 1874 paraît le deuxième tome des gwerzioù, suivi en 1890, avec l'aide d'Anatole Le Braz, des deux tomes de sonioù, premiers réellement consacrés aux chansons après celui de N. Quellien plus consacré aux mélodies. Au total, c'est un ensemble de plus de quatre cents chants, recueillis essentiellement dans le Trégor, que Luzel porte à notre connaissance. Collection de première importance, elle connait cependant une carence : l'absence de notation musicale.
Maurice Duhamel tente de récupérer la partie musicale de ces œuvres, notamment à travers les enregistrements de Marguerite Philippe réalisés par François Vallée et donne naissance en 1913 à un recueil rassemblant les airs de 216 gwerziou et 218 soniou. Il tente en parallèle de caractériser la musique bretonne avec une étude avancée des modes. Le compositeur Louis-Albert Bourgault-Ducoudray est influencé par ses origines dans ses créations et pour son travail de musicologue il publie Trente mélodies populaires de Basse-Bretagne. Le colonel Alfred Bourgeois rédige à la fin de sa fin un manuscrit sur les Kanaouennou Pobl (les chants populaires) en langue bretonne, représentant la gamme habituelle du folklore armoricain et comportent, en dehors de motifs très répandus, un certain nombre de pièces inédites. Dans le Trégor, des folkloristes tels que Prosper Proux ou Narcisse Quellien poursuivent leur activisme dans le domaine musical et littéraire.
L'engouement pour la matière bretonne, provoqué par le Barzaz Breiz, se trouve soutenu par des travaux essentiels et par toute une série de revues savantes. Elles fournissent une masse d'informations considérable, que ce soit sur le plan littéraire, philologique, historique ou musical des chansons. Peuvent être citées : Annales de Bretagne (1886), Revue de Bretagne et de Vendée (1857), Revue Celtique (1870), Mélusine (1878-1912), La Revue Morbihannaise (1891), La Revue des Traditions Populaires (1886), La Paroisse Bretonne de Paris (1898-1929), Le bulletin de l'Association Bretonne, les bulletins des Sociétés Savantes... Les années 1880 voient aussi le début des enquêtes concernant la Haute-Bretagne jusqu'alors plus ou moins ignorée. Selon H. Corbes, les deux pionniers sont Adolphe Orain et Lucien Decombe, suivis par Eugène Herpin, La Broderie, Esquieu, Armand Guéraud dans le pays nantais.
En 1905 Henri Guillerm publie le Recueil de mélodies bretonnes recueillies dans la campagne aidé par Loeiz Herrieu et un recueil de 25 chansons du pays de Cornouaille. En 1911, Herrieu publie des Mélodies Bretonnes aidé par Guillerm et 97 chants vannetais dans Gwerzenneu ha sonenneu Bro-Gwened aidé par Duhamel. D'autres collecteurs œuvrent au début du siècle dans le pays vannetais, jusqu’alors largement délaissé, comme Yves Le Diberder, Jean-Louis Larboulette. En 1911, Francis Gourvil publie avec H. Laterre les Kanaouennou Breiz Vihan, petit recueil de 28 mélodies. Dans le Léon, Jean-Marie Perrot réunit une collection de plus de 1000 pièces, qui constituerait une sorte de « Barzaz Bro-Leon ». La valorisation du répertoire chanté par ces « prêtres-collecteurs » intervient dans un contexte de forte remise en cause des acquis de l'Église par le gouvernement radical ; la collecte s’inscrit alors dans une entreprise plus large de revivification de la culture et de la foi bretonnes. À cette même époque, Paul Sébillot édite entre 1904 et 1907 quatre volumes sur le folklore en France. Ainsi, ce XIXe siècle qui, en réalité s'achève en 1914, a connu une moisson importante de chants traditionnels bas-bretons et gallos.

### Le folklore naissant
Au début du XXe siècle, la culture se politise avec le mouvement breton et les journaux militants mais la guerre 14-18 lui porte un coup. Influencé par des vedettes du cabaret parisien, Théodore Botrel écrit des chansons sur ses origines pensant « servir la cause de sa province » mais l'inverse se produit avec d'humiliants sous-entendus (« t'es ben trop petit, mon ami » dans Petit Grégoire). Avec son apolitisme, il diffuse « son idéal fayot » patriotique conduisant à une « leucémie bretonne », selon la description de Gilles Servat avec sa version française d'An Alarc'h, un « grand pousse-au-crime à biniou » selon Morvan Lebesque. L'image que renvoie Bécassine va dans ce sens : une jeune femme de qui on se moque et qui n'a pas de bouche sous sa coiffe-bonnet d'âne. Avec le réveil politique breton, ces symboles sont parodiés : paroles indépendantistes de La Paimpolaise par Roland Bacri dans Le Canard enchaîné fin 1968, Bécassine devenu « guerillero » dans des journaux, porteuse d'espérance pour terminer la pièce Printemps des Bonnets Rouges de Paol Keineg...
L'entre-deux-guerres semble plutôt défaillant en matière d'éditions. Des hypothèses pourraient être imaginées comme la retombée des phénomènes « bardique », « Botorel » ou « folklorique » et l'incidence du « bourrage de crâne » français. En parallèle, les collectes importantes du répertoire du moment sont rares, comme si les amateurs vivaient sur l'acquis des enquêtes antérieures ou peut-être le désir de faire du breton une langue moderne et donc créer un répertoire nouveau. Jean Choleau pour la haute-Bretagne fait paraître aux éditions Uvaniez Arvor de Vitré deux recueils en 1938 et 1953 proposant une centaine de chansons. En 1942, le catalogue de Joseph Ollivier réuni 1154 feuilles volantes et le recueil de l'abbé François Cadic 34 chants de Chouans en 1949. Son cousin Jean-Mathurin Cadic, qui signait Yann Kerhlen, s'intéresse également aux gwerzioù relatant l'Histoire ou des faits divers. Les compositeurs classiques bretons s'intéressent à la tradition populaire. Dans Cantate du bout du monde, consacrée aux Celtes venus d'Europe centrale en Armorique, Jef Le Penven réussi à transposer l'esprit musical populaire du Vannetais à la musique classique.

#### Bouillonnement dès l’après-guerre
La chanson populaire n'échappe pas à la mutation que connaît la société d'après-guerre : changement des modes de vie, exode rural, introduction du français, modernisation agricole, médias... Malgré l'activité bretonnante tolérée par les Allemands et Vichy, la Bretagne résiste à l'occupation mais l'Emsav, qui avait gagné des acquis, sera liquidé à la libération pour un jacobinisme renaissant. Après la guerre, de nouvelles actions nationalistes sont menées avec les bases d'un fédéralisme. La répression qui s'abattait sur le mouvement politique breton entraîna un repli « stratégique » en direction des activités culturelles, et plus particulièrement musicales. C'est ce qui explique l'essor fantastique que connaissent dans les années 1950 les cercles celtiques, qui jouèrent pendant une quinzaine d'années un rôle de pointe dans l'éducation musicale de la jeunesse (rencontres, pardons, stages, concours). Le succès fut « récupéré » pour une bourgeoisie française ou francisée et des touristes avides de folklorisme. Alors que la culture liée est en cours de destruction, des groupes à l'action discutable naissent : les cercles celtiques aux costumes folkloriques, les compositeurs de chansons françaises « à l'eau de rose »... Le mouvement s'organise autour d'associations qui souhaitent conserver la tradition : B.A.S., Kendalc'h, etc.

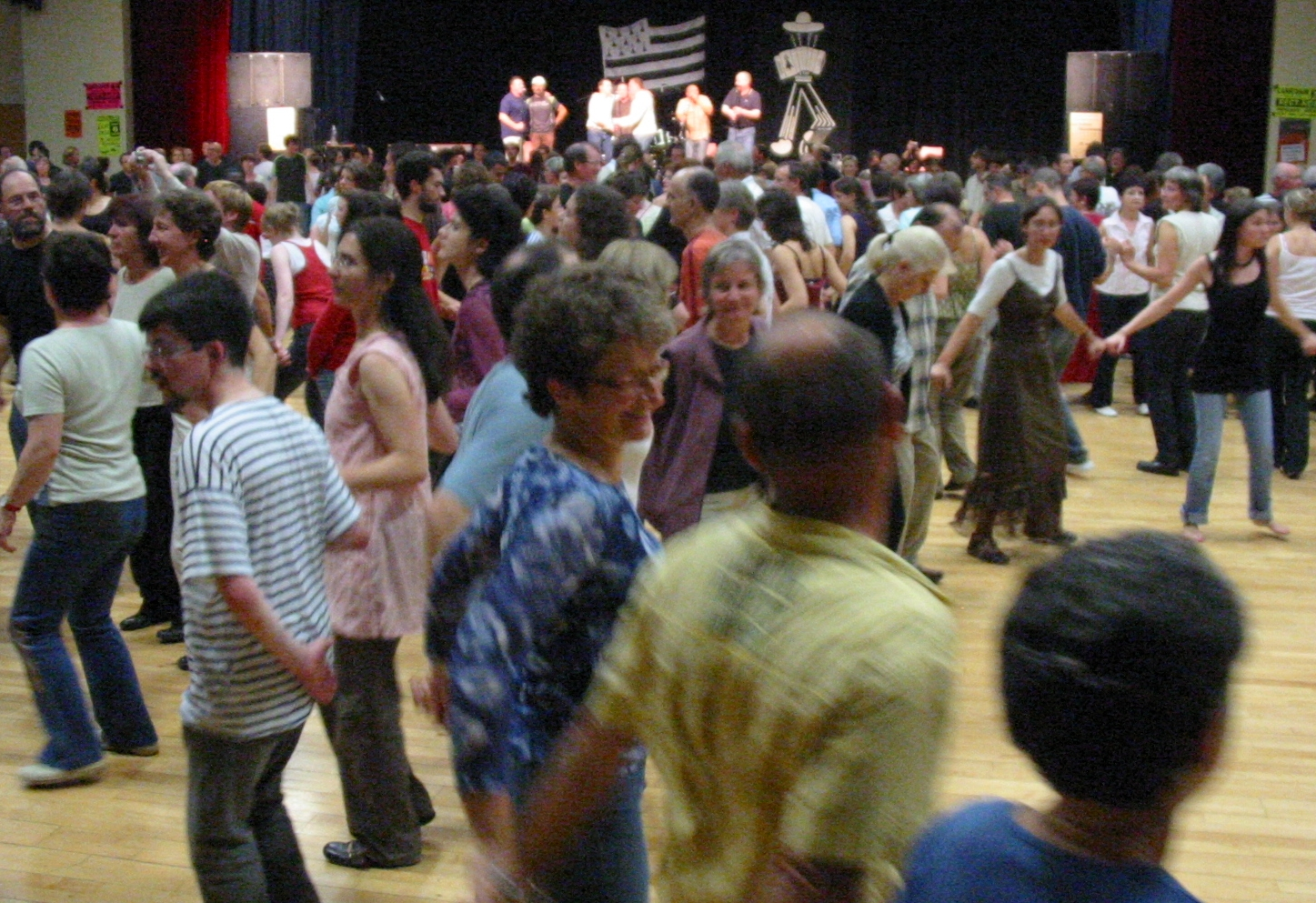
Apparition des festoù-noz dans les années 1950

Le deuxième volet de la renaissance musicale fut le développement des festoù-noz. Fin des années 1950, lorsque les populations urbanisées s'approprient la tradition paysanne. Avec l'éclosion des festoù-noz, les sœurs Goadec sont redécouvertes et une transmission s'opère. La jeunesse incarnée par Alan Stivell leur voue une admiration et cette réappropriation leur redonne confiance. Ils se transforment dans les années 1960 en « bal breton » peu soucieux de l'expression bretonne et dans les années 1970 en spectacle à vocation commerciale. Ils retrouvent dans les années 1980 ses racines traditionnelles avec toujours sa vocation de lieu de rencontre entre le peuple breton et sa musique.
La nouvelle tendance, née après la guerre et consistant à utiliser le répertoire populaire dans les festoù-noz, les cercles celtiques, les concours, etc. entraine tout naturellement une nouvelle conception du collectage. La recherche de racines et les contacts avec les anciens sont un apprentissage du répertoire pour le faire vivre, pour le plaisir de s'en servir. Réalisant un travail militant, le chercheur de tradition est aussi un porteur de traditions actif. Ce phénomène, lié aux nouveaux festoù-noz et au regain d'intérêt qui s'accompagne pour les danseurs, les chanteurs et sonneurs (celui-ci puise aux sources les danses, le répertoire et les instruments comme le biniou-kozh) se rencontre aussi en Haute-Cornouaille. La démarche est claire en pays gallo, comme le montre l'exemple du cercle de Redon (A. Poulain, J.L. Latour, A. Noblet). Parallèlement, il y a logiquement un renouveau du collectage, qui se met en place progressivement, avec des initiatives privées. De cet ensemble d'influences, d'actions individuelles plus ou moins organisées, est née l'idée de créer Dastum, une magnétothèque sur le répertoire traditionnel oral et instrumental, qui propose une source de référence et permet d'animer la vie d'un territoire particulier.

### Vague de la musique folk: renouveau des années 1960-70

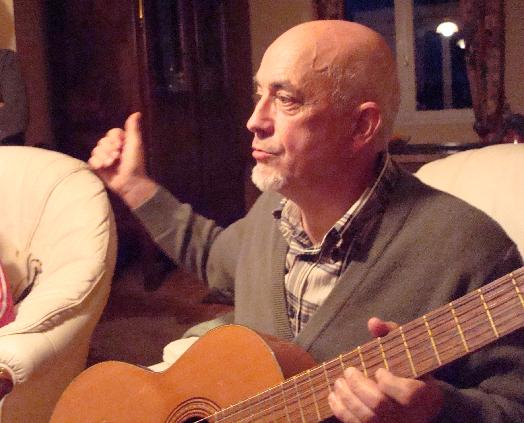
Jef Philippe en 2007

Les deux brestoises du trio An Tri Bintig (les trois pinsons), renommé en 1961 « les Cadettes », font office de précurseur en tant que chanteuses bretonnes professionnelles qui introduisent des instruments modernes dans le folklore breton, avec une diffusion sur les radios et un passage sur la RTF. Fañch Danno enrichi le répertoire des veillées en présentant en 1961 ses Kanaouennou ar Beilladegou et en 1974 ses Kanaouennou nevez a vro Dreger. Vers 1963-64, le mouvement revivaliste folk se précise dans le domaine de la chanson. Zaïg Montjarret, Marie-Thérèse et Éliane Pronost, Andrea Ar Gouilh (quatre 45 tours accompagnée par Alan Cochevelou à la harpe) sont parmi les premières jeunes chanteuses à enregistrer des chants populaires en breton. Par la suite, le guitariste Jef Philippe (br), de même que le jeune groupe nantais An Namnediz, tentent de développer la chanson bretonne à deux niveaux complémentaires : d'une part, donner des versions nouvelles de chansons traditionnelles et d'autre part, en écrire de leur cru sur la base de leur connaissance de la tradition. D'autres pionniers ont ouvert la voie comme le penn-soner de la Kevrenn de Rennes Jean L'Helgouach qui lance en 1956 sa formation acoustique Evit Koroll ou Pierre-Yves Moign la même année avec son groupe Son ha Koroll puis en 1961 avec le groupe vocal Ar Kabalerien qui mettait en œuvre toutes les ressources harmoniques du quatuor vocal mixte. Dans ce même esprit de groupe de l'époque se sont créées des unions de chanteurs pour animer les soirées et festoù-noz. Né en 1976 sous la houlette de Jean-Yves Hirel, le collectif Chanson-Bretagne comptait plus d'une centaine d'adhérents, permettant aux chanteurs de se connaître et de défendre leurs droits et des causes. Dir ha Tan, très soucieux d'être à l'écoute de leur terroir vannetais, apportent une nouvelle originalité aux chansons de cette région.
Mais leurs efforts, ainsi que ceux de groupes comme les Kabalerien ou les Pilhaourien et bien d'autres tentatives plus ou moins isolées, ne connaissent qu'une portée et une audience limitées. Le bouillonnement musical se ressent lors des manifestations sociales et politiques. À la préfecture du Morlaix, en 1961, la « Révolte des tracteurs » inspire des chansons anonymes. Le deuxième mouvement démarre en 1966, avec le parti pris de la communication professionnelle vers le grand public, du métissage (en particulier avec l’influence « anglo-saxonne », mais pas seulement) et de la modernité radicalisée (guitares électriques, etc.).

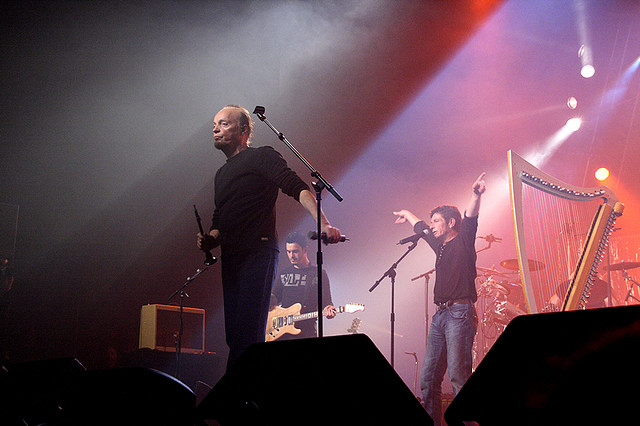
Alan Stivell et Dom DufF représentent la chanson bretonne folk-rock

Le « renouveau » de la Bretagne des années 1960 a eu des répercussions dans la chanson populaire sous ses deux angles, poétique et musical, mais aussi sur le plan des idées avec la dynamique de la jeunesse. Alan Stivell commence à chanter sous la forme d’un « folk-song celtique » avant de pouvoir l’élargir à un folk-rock. Robert Marot signale que « doté d'une très belle voix aux intonations chaudes et parfois étranges, excellent instrumentiste, possédant un sens inné de l'orchestration, riche d'une culture nourrie aux sources les plus diverses, exerçant sur son public une incontestable fascination, animé enfin d'une foi profonde dans les destinées de sa « petite Patrie », Alan Stivell compte à coup sûr parmi les grands folkloristes de notre époque. » Si Alan Stivell sacrifie parfois le sens de la phrase à la magie du verbe et du son, d'autres ont mis en avant leur militantisme au service d'une « cause », dans des chansons populaires modernes à vocation contestataire, politiques et sociales.
À côté de la colère, il y a aussi la gaieté des Tri Yann an Naoned, ces trois Jean de Nantes qui cherchent à intégrer la tradition chantée dans le contexte actuel et de transposer les chansons des vieux folklores celtiques dans un style folk qui soit à la portée de tous, avec un travail scénique et technologique. Une femme se révèle dans la chanson et le milieu folk, Maripol, influencée par ce qu'elle observe en Bretagne (les éléments naturels, le départ des marins et des paysans vers les villes). La harpiste Kristen Noguès marque de ses compositions la musique bretonne. Un des faits marquants de la fin des années 1970 est la réhabilitation du pays gallo et de son parler, ses chants et danses gallais : association Les amis du parler gallo, festival/concours la Truite du Ridor, groupes aux noms à consonance française (La Godinette, La Mirlitantouille).

#### Vague des chanteurs dits «engagés»

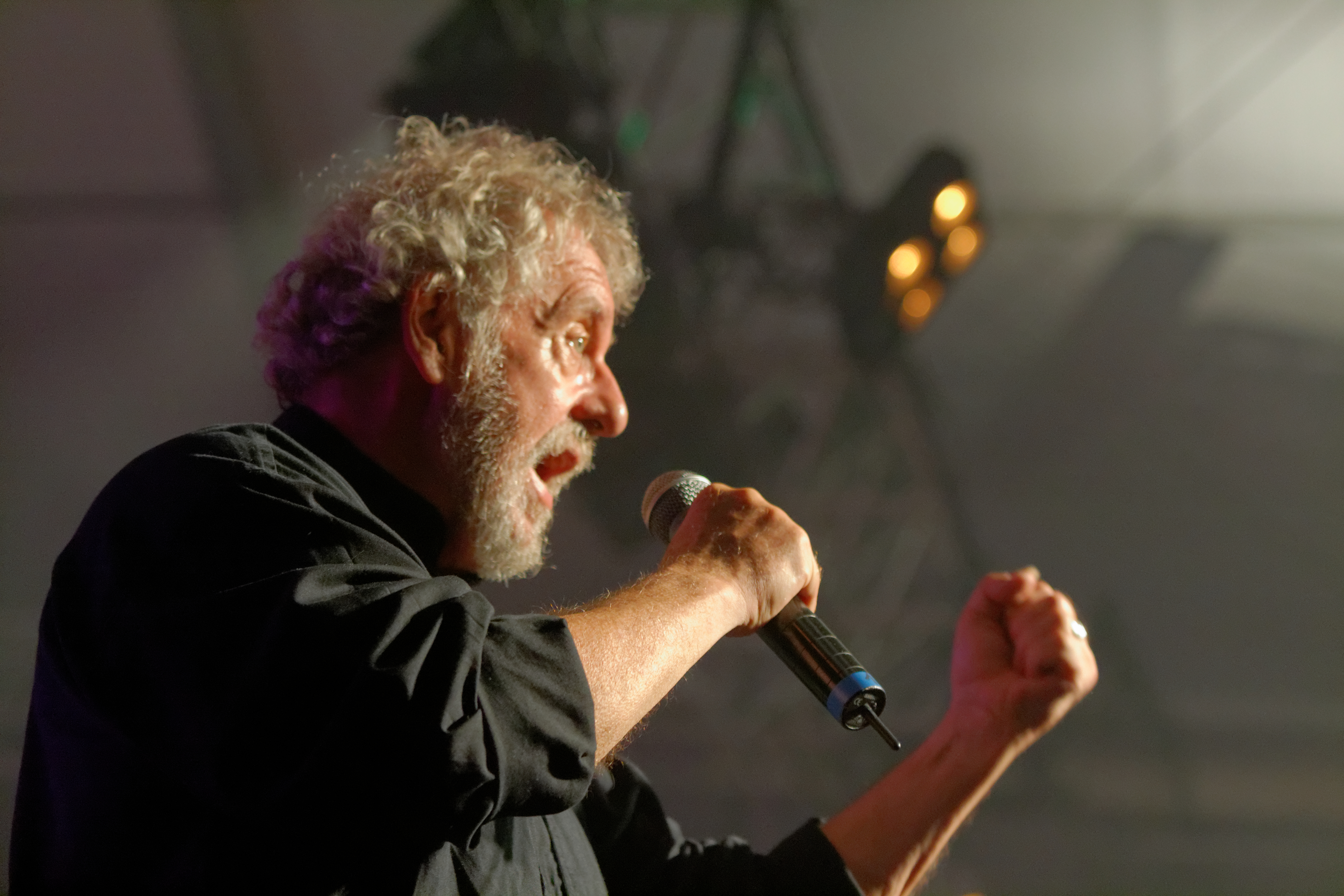
Gilles Servat prend à bras-le-corps les problèmes de son pays

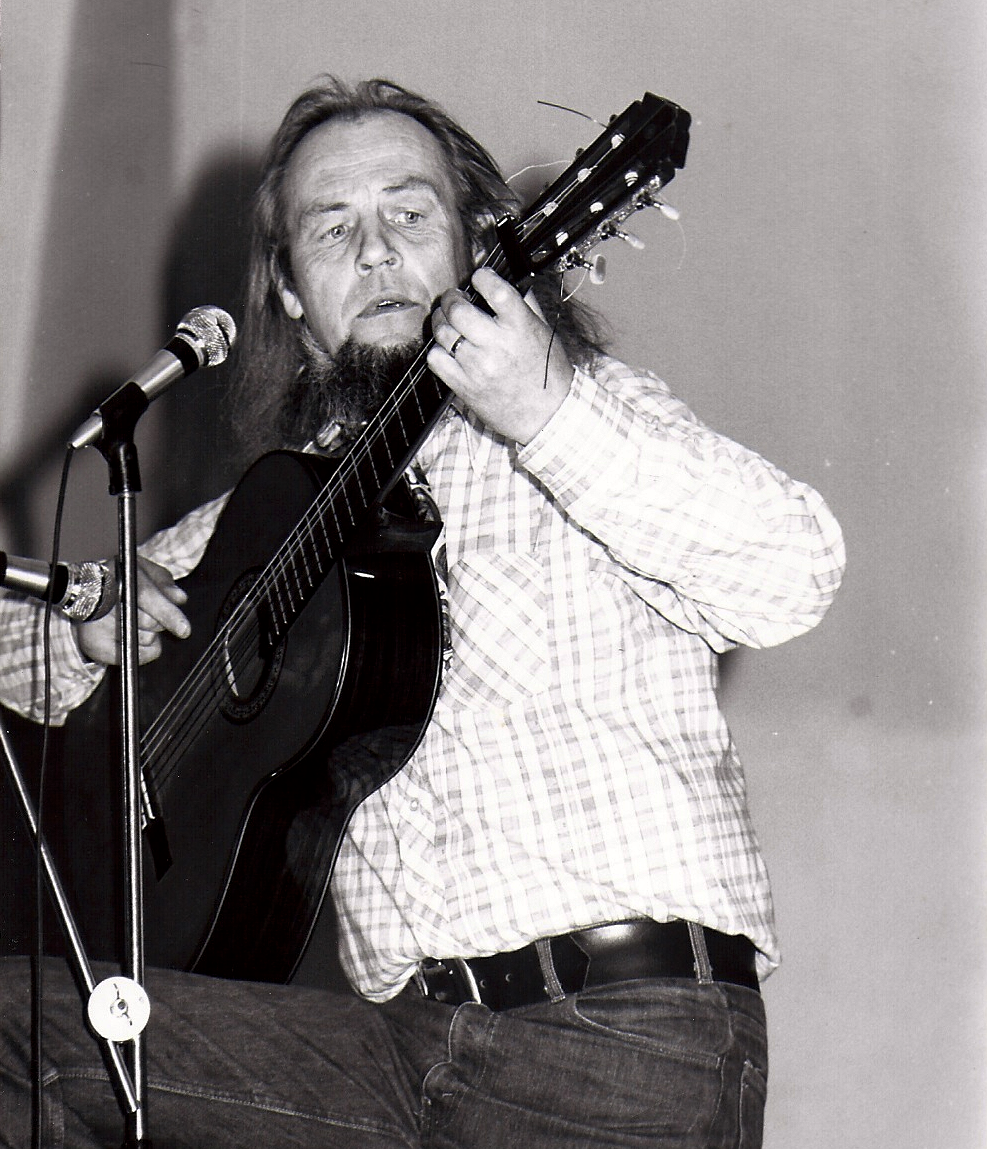
Glenmor a montré le chemin de la révolte en chansons

Glenmor (Milig Ar Skañv), précurseur du mouvement, s'affirme comme un militant inconditionnel du nationalisme breton, prône une refonte totale de la société sur le plan politico-social (combattre le pouvoir centralisateur) et il est farouchement anticlérical et antimilitariste. Gilles Servat, présenté par Jacques Vassal comme « l'héritier spirituel » du barde de Maël-Carhaix, s'identifie à la cause qu'il a choisi de défendre avec ardeur. Il raconte également les misères de l'heure : l'exode de la main-d'œuvre, le problème du remembrement, le sous-développement économique, les licenciements, le téléguidage vers la capitale. Il alerte également sur des risques à plus long terme comme la langue bretonne (Yezhoù bihan, Langues minoritaires) et l'écologie (Erika, Erika). Gweltaz Ar Fur est l'un des chanteurs bretons de sa génération des plus authentiques en ce sens qu'il n'utilise pratiquement que la langue du pays vannetais où il est né. Il enregistre, à côté des vieux motifs empruntés à La Villemarqué et au kan ha diskan, des airs qui s'inspirent des luttes actuelles, alternant ainsi antiques ballades et vigoureux pamphlets rappelant Gilles Servat.
Dans ses textes, Evgen Kirjuhel se rapproche des travailleurs, avec un travail poétique et musical à la guitare, tout en ouvrant sur une critique plus générale de la société et de problèmes universels. Pour s'exprimer plus librement que chez Kelenn, il fonde l'association Droug (« colère ») et sort plusieurs 33 tours. De la génération de Gilles Servat, Serge Kerguiduff est influencé par Glenmor, la vague du folksong et sa passion des musiques médiévales pour écrire ses chansons moralistes libertaires. Morlaisien d'origine, il consacre un disque au poète Tristan Corbière.
Le luthier Claude Besson de Gourin se fait connaître avec une version réactualisée des Prisons de Nantes et exprime dans son premier 33 tours N'oubliez pas l'Armor son inquiétude devant le dépeuplement de la Bretagne et le chômage qui en est la cause principale ainsi que son Espérance, espérance dans des complaintes poétiques. Son album suivant instrumental lui vaut un prix de l'Académie Charles-Cros. Bernez Tangi milite pour la langue bretonne, en chantant dans le groupe Storlok dans les années 1970 puis sous son nom.

#### Société apaisée
D'autres se sont évadés de l'emprise contestataire pour puiser dans l'amour de leur pays d'autres motifs d'inspiration : François Budet, Manu LannHuel, Yann Gouer, etc. Annkrist s'inspire au départ de sa Bretagne natale dans son univers blues-rock des années 1970. Gérard Delahaye publie, avec l'aide de la coopérative Névénoé qu'il a fondé avec ses amis à Morlaix, plusieurs 33 tours dont Le Printemps, un aboutissement en 1978. Patrick Ewen restitue les chants de marins bretons ou écossais et Mélaine Favennec expérimente la chanson en cherchant l'émotion à travers les mots et les sons. Ensemble ils créent le trio EDF.

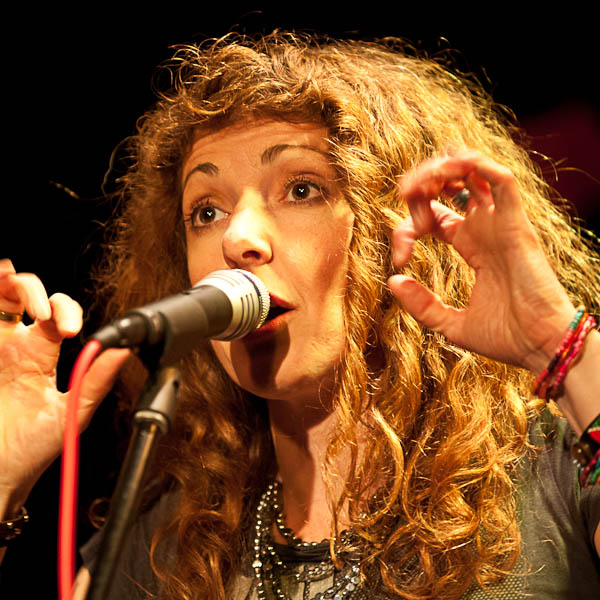
Nolwenn Korbell, chanteuse d'expression bretonne principalement.

Les festoù-noz trouvent des interprètes professionnels de talent aux noms de Manu Kerjean, Yann-Fañch Kemener, Erik Marchand (qui tisse des parallèles musicaux avec l'Europe de l'Est), sans oublier les célèbres frères Morvan, agriculteurs de Saint-Nicodème. Paul Huellou et Michel Scouarnec sont des continuateurs d'une tradition paysanne dont ils sont issus (Paul Huellou a sorti un album en 2010 à 85 ans). Louise Ebrel, fille d'Eugénie Goadec, chante également les chants qui lui ont été transmis et n'hésite pas à se rapprocher des courants rock et punk (Red Cardell, Les Ramoneurs de menhirs, The Celtic Social Club).
Une nouvelle génération de chanteurs est apparue dès les années 1990, proche de la tradition et en phase avec la société actuelle. Chez les hommes, Denez Prigent, Gweltaz Adeux ou Dom DufF sont attachés à composer dans leur langue maternelle tout comme chez les femmes Nolwenn Korbel, Annie Ebrel ou Marthe Vassallo. En 1996, Dan Ar Braz représente la France au Concours Eurovision de la chanson avec le titre Diwanit Bugale coécrit avec Gweltaz Ar Fur et chanté en langue bretonne avec Elaine Morgan et Karen Matheson. En 2001 le groupe nantais Daonet donne son premier concert et affiche son style, entre musique rock, sonorités celtiques et un chant en langue bretonne. Dans les années 2000, Yann Raoul (Arvest, Añjel I.K.), Kristen Nikolas (Kern, Añjel I.K) et Armel an Héjer (Ozan Trio) créent de nouveaux chants, en solo comme en groupe. La nouvelle scène bretonne a ses chanteuses : Gwennyn, Cécile Corbel, Clarisse Lavanant, etc. De jeunes talents apparaissent au début des années 2010 : le rap-électro en breton de Krismenn et d'Iwan B, le rock progressif en breton de Julien Jaffrès et de Brieg Guerveno, etc.

## Ses divers aspects

### Chants à danser
La chanson à danser fait appel à la fois à la poésie, à la musique et à la chorégraphie et se retrouvent les éléments des diverses chansons chantées. Au contraire de la gwerz, les bons chanteurs ne sont plus appréciés pour l'histoire qu'ils racontent mais pour leur puissance vocale capable de dynamiser le groupe et de « mener la danse » dans un tempo à fortes pulsations. Les syllabes non significatives peuvent servir à la fois de petits refrains et d'hémistiches (ponctuations musicales), donnant bien souvent l'occasion aux chanteurs de broder, de moduler, voire d'improviser. Avec le remplacement du chant accompagnant les danses par des instruments, se meurt le poème et les subtilités qui font varier la « suite réglée » Abadenn, cependant que la musique cherche à enrichir ses effets et à créer des harmonies nouvelles.
La ronde chantée représente l'expression même de la cohésion du groupe domestique, qui ne dépasse guère une vingtaine de personnes. Cette ronde tourne le dos à l'extérieur, se passe de spectateurs et de musiciens. Des chanteurs réputés, charismatiques, conduisent la danse par des textes narratifs faits pour durer, utilisant le chant à répondre (réponse du groupe ou d'un autre chanteur en tuilage).

#### Chant du Centre-Bretagne: le Kan ha diskan

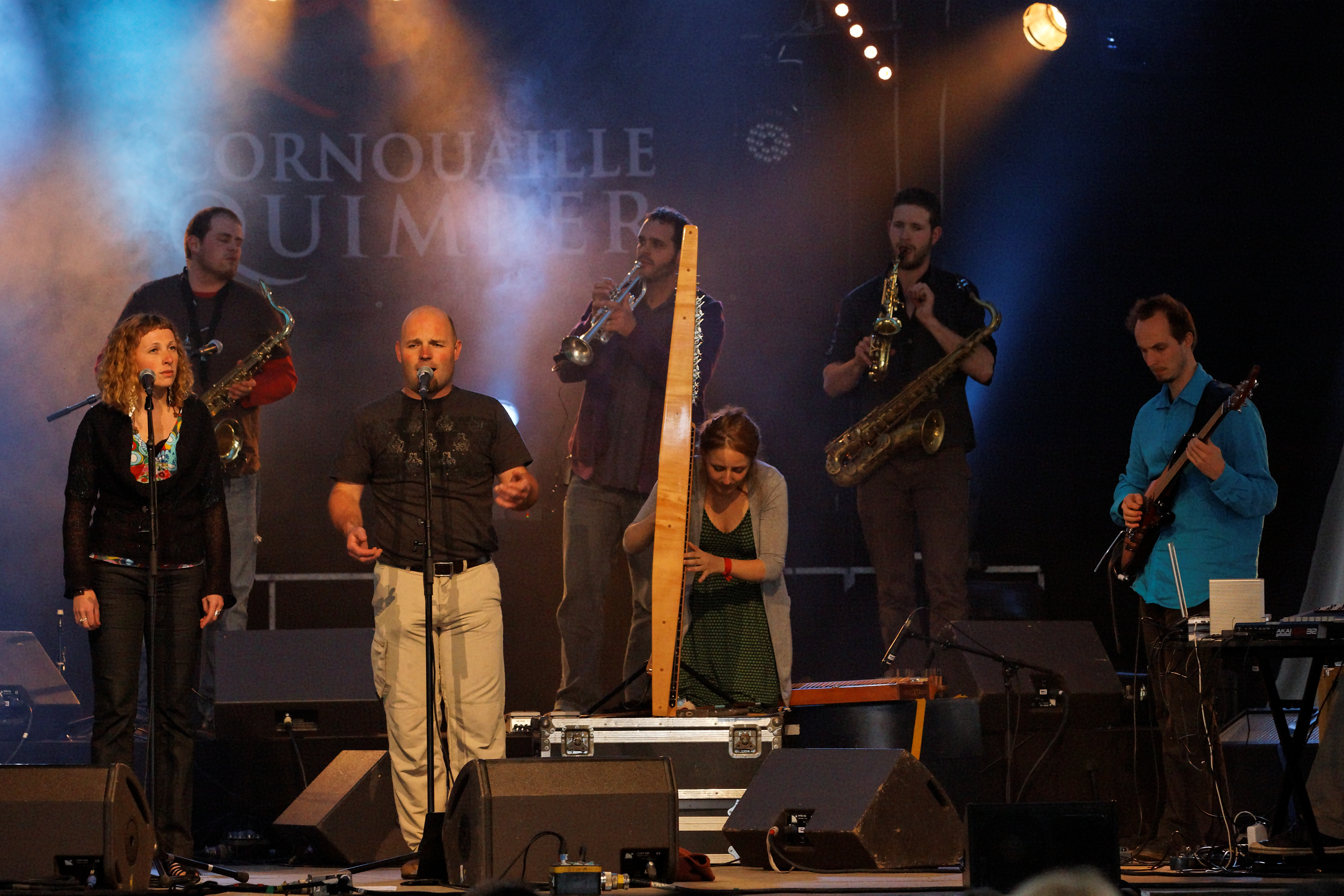
La Kreiz Breizh Akademi représente le chant du pays accompagné d'une musique modale réarrangée.

Le kan ha diskan rythme la danse de manière continue par la technique du chant breton en tuilage, également appelé chant au tralala en référence aux onomatopées tra la le no qui caractérisent les vocalises d'appel à la danse ou de transition. De nombreux enregistrements existent, montrant cette technique du tuilage à deux (Yann-Fañch Kemener, Erik Marchand, Manuel Kerjean, Marcel Guilloux...) ou plus (sœurs Goadec, frères Morvan, Loeiz Ropars et les Kanerion Pleuigner ou Kanerien-Dañserien Poullaouen...).
La jeune génération poursuit cette tradition vocale, qui conduisait souvent à la transe pour les interprètes ou danseurs ; Rozenn Talec se spécialise dans le genre, la DJ Miss Blue mixe le chant traditionnel des « passeurs de mémoire » aux musiques actuelles, Erik Marchand accompagne les talents formant la Kreiz Breizh Akademi, un orchestre de musique modale ouvert à tous les courants musicaux. Issue de la KBA, Krismenn, chanteur de kan ha diskan et rappeur en breton, intègre le chant aux influences hip-hop et électroniques et popularise le kan ha beatbox avec le beatboxer Alem.

#### Chant vannetais
Les chants à danser du pays vannetais sont très comparables au kan ha diskan. Chanté en Breton vannetais, généralement à deux chanteurs (un kaner et un diskaner), même s'ils peuvent être plus nombreux. En revanche, les danses ne sont bien évidemment pas les mêmes, puisqu'elles correspondent aux danses du pays vannetais (an dro, hanter dro, Ridée, laridé...), et la technique du tuilage n'est pas utilisée. Mais les onomatopées sont très nombreuses : les chansons laridé (ou ridée) sont souvent de simples ritournelles avec des la ri don gué - la ri don daine - la ri daine - laridé (d'où le nom de la danse). Dastum contient des enregistrements des Trouzerion mod kozh par exemple.

#### Chant gallo
Les chants historiques de haute Bretagne ne se rattachent pas à un passé lointain comme les gwerz mais remontent tout au plus au XVIIIe siècle ou au début du XIXe. Certains événements ont laissé une empreinte profonde comme le mouvement Chouan ou la « petite Chouannerie » (révolte des Écoliers de Vannes). Depuis lors il ne semble pas que le pays gallo ait produit de chants relatant sa propre histoire, son destin paraissant s'être totalement identifié à celui de la France. Les chansons gallèses sont majoritairement en langue française. Elles prennent des tournures particulières, propres à la langue et aux mélodies qui les supportent.
Le style vocal paraît très proche du chant en breton. Tout comme en basse Bretagne, l'accompagnement de la danse joue un rôle fondamental dans le revival. Certains airs de danse apparaissent comme propres au pays gallo, outre certaines marches et certaines rondes, les riquegnées (sorte de passepied comme Saint Barnabé) et la contredanse. Plus de deux tiers des chansons gallèses dansantes sont par ailleurs sur le mode majeur, le reste appartenant au mineur, quelquefois à l'hypodorien, exceptionnellement à un autre mode. Ridées, ronds, avant-deux, passepieds, riquegnées, guédennes, pilé-menus, contredanses et quadrilles sont régulièrement chantés dans les festoù-noz par des groupes de chantoux et chantouses. Les chansons gardent cette force de rester en prise directe avec une tradition orale bien vivante. Car si la société paysanne s'est éteinte, la mémoire de pans entiers de la littérature orale reste encore accessible. En ce qui concerne l'orchestration, le choix des instruments est devenu de plus en plus éclectique, sans pour autant remplacer la vielle, mais qui paraît moins faite pour mener la danse que pour accompagner les chants. La Godinette est un des premiers groupes célèbre qui enregistre jusque dans les années 2000, Les Mangeouses d'oreilles ont enregistré un CD en 1996 avec Dastum et plus récemment dans un style humoristique Les Baragouineurs.
Comprendre la langue des chansons de leur patrimoine est une chance inestimable offerte aux jeunes générations de Gallos. Le regain d'intérêt pour les contes en gallo dans les veillées spectacles offre une scène adaptée à l'interprétation des ballades, complaintes et chansons diverses, que l'assistance reprend volontiers. Des festivals de chants gallo sont organisés, inventant de nouveaux usages à ce très riche répertoire : concerts a cappella, chants alternés, concours de danses menés à la voix et même les chansons à la marche qui connaissent une nouvelle application dans les originales « randonnées chantées ». Le pays de Redon s'en fait champion avec le concours annuel de la Bogue d'or, probablement unique en Europe.

### Chants à écouter

#### Gwerzioù et complaintes: les Mystères et les Drames

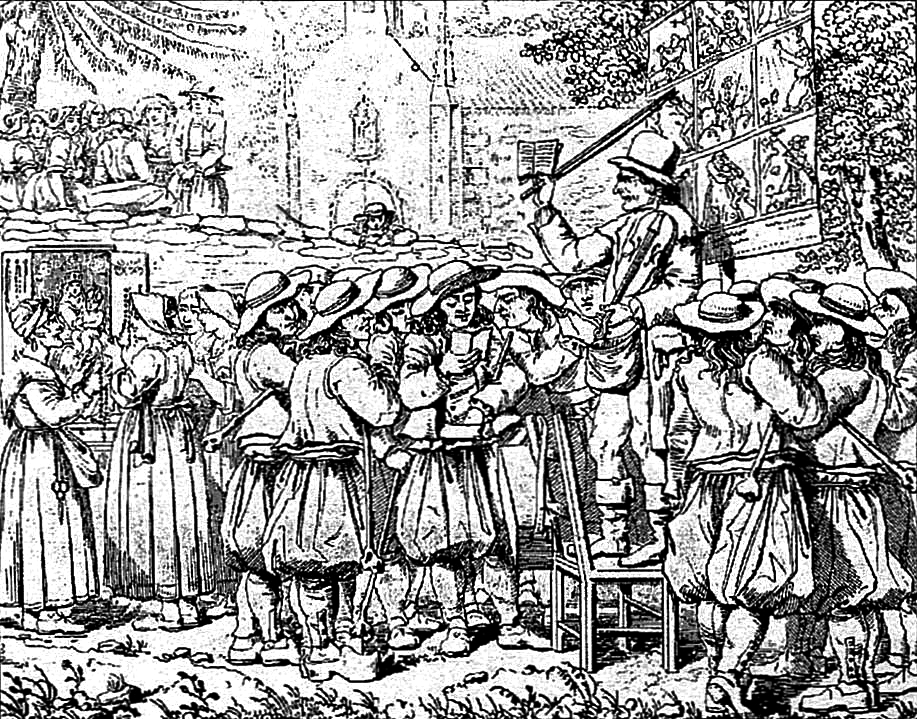
Ar c'haner, Le chanteur de complaintes (gravure d'Olivier Perrin v. 1800)

Parmi ces mystères bretons, des pièces théâtrales dramatique remplissaient au départ ce rôle, dont trois nous sont parvenues datant du XVe siècle, écrites en moyen breton. Le barde et komediancher (comédien) Kérambrun de Pleudaniel déclamait en vers la dizaine de drames auxquels il avait pris part. Après avoir été l'objet de toutes les rigueurs civiles et religieuses, sur la fin du XVIIIe siècle, ils ont été relevés au discrédit par l'unificateur du breton Le Gonidec et celui des gwerzioù La Villemarqué. L'oralité continue de conserver les versions de ces chansons anciennes, plus d'un siècle et demi après la publication de son recueil, probablement entretenues par la marginalité dans laquelle fut précipitée la langue bretonne et le rôle moteur de la conduite mélodique comme support de la structure poétique.

##### Chants épiques (mythologiques, héroïques, légendaires)
Le peuple breton, comme tous les peuples du monde, a célébré ses héros. Il les a chantés dans des poèmes épiques où il n'est question le plus souvent que de batailles. À la base de ces récits, sans doute a-t-il existé des témoins oculaires, mais qui n'ont retenu de ces affrontements que la part qu'ils y avaient personnellement prise. Le public devait néanmoins se contenter de ces reportages internes, de la relation généralement maladroite de micro-faits ou de minces aventures mais son imagination suppléait largement ces carences, en passant de bouche à oreille. Ainsi, nous retrouvons la pièce des Séries, Ar Rannou chanté par les sœurs Goadec et d'autres œuvres du Barzaz parvenues maintenues dans le domaine du mythe : La Prophétie de Gwenc’hlan, Héloïse et Abailard (chanté par Andrea Ar Gouilh), les chants sur Merlin, la Mort de Pontcalec, An Alarc'h...

##### Chants historiques
La versification d'évènements en chansons a permis de leur donner plus de poids : la révolte des chouans, la prévention du choléra en 1830 dans une chanson (selon Émile Souvestre), l'assassinat du président Carnot (1894), le naufrage des cent vingt passagers du Hilda devant Saint-Malo (1905), la lutte syndicale des agriculteurs prenant d'assaut la sous-préfecture de Morlaix (1961)... La transmission reste parfois très fidèle comme la gwerz religieuse Bosen Elliant qui évoque le ravage de la paroisse par la peste au VIe siècle. La Villemarqué s'est particulièrement intéressé à décrypter le sens historique des chansons qu'il collecta. Les chansons revêtent aussi une dimension morale. La Villemarqué relève dans son introduction du Barzaz Breiz qu'un paysan qui loue la valeur de son interprétation l'accompagne de l'expression conclusive « c'est vrai » (çé ben vra ou ze zo gwir, gwir qui signifie « juste », sentiment qui anime la mentalité des Bretons). Ils sont habitués à recevoir des détails pour accepter les histoires mais les chanteurs savent discerner, expressément ou pas, les chansons d'inspiration religieuse, ou concernant des événements surnaturels, des chants d'amour, de mariage et de deuil. Fait remarquable, les histoires d'enlèvements et de meurtres semblent hanter l'imaginaire breton.

#### Le devoir de réserve, de respect

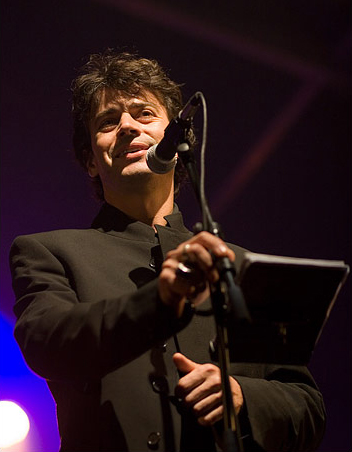
Denez Prigent s'est illustré dans le chant a cappella.

En chantant une complainte ou une gwerz en public, même réduit, on « pénètre dans un autre monde ». L'attention se focalise sur l'interprète et sur le déroulement de l'histoire, sur les sentiments qu'elle véhicule. Même si chacun connaît la fin de l'histoire, il reste concentré sur la dramaturgie et apprécie les légères tournures personnelles de l'interprète, qui se l'est approprié comme les générations précédentes de qui il a reçu ce répertoire. Pas d'outrance, pas de gestes, peu d'inflexions dans l'énoncé, le chanteur traditionnel d'adresse au public d'une façon solennelle, qu'il annonce souvent par la formule : « Je vas vous dire une chanson, une chanson nouvelle » ou « Selaouet oll, ô selaouet, ur sonenn a newez savet » (Écoutez tous, oh écoutez, une chanson nouvelle vient d'être faite). Bien que soliste, il se sent le représentant d'un groupe qui adhère à son propose et s'identifie aux personnages. Une fois accompli son rôle de médiateur d'une vérité mise en vers, il « revient sur terre », regagne sa place dans la communauté, sans être applaudit ou félicité, mais on saura vanter ses qualités de chanteur conteur quand l'occasion se présentera. Bien que doté d'un bel organe et d'une bonne mémoire, il ne revêt pas ce caractère marginal du sonneur, jouant pourtant un rôle considérable dans la tradition. Sa belle voix est au service d'un texte, d'où les expressions utilisées à son propos : dire une chanson, lâret ur ganaouenn. Par contre, il sait se distinguer au besoin. On est alors heureux pour lui et fier de lui, car il représente la communauté tout entière. Pour Denez Prigent, la gwerz a un « pouvoir thérapeutique d'effacer les tensions qu'on peut avoir par rapport au quotidien », comme « purifié » des angoisses, par rapport à la mort notamment, avant d'avoir eu un rôle médiatique.
Honte à celui qui ne parvient pas à s'imposer : il faut beaucoup de conviction lorsque, dans le brouhaha des conversations, l'on décide de lancer ou d'envoyer une chanson, que l'on se doit après de mener de bout en bout. Honte plus grande à celui, ou celle, qui se perd dans les paroles et conduit le groupe au fiasco. Il trouvera toujours quelqu'un pour le lui faire sentir d'une phrase qui tue ou, plus fraternellement, en prenant les commandes pour rattraper la situation dans un éclat de rire général.
« C'est l'air qui fait la chanson » dit le proverbe français. En Bretagne, la poésie du texte prime sur sa conduite mélodique et les chanteurs on coutume de dire : an hini a goll ar zon a goll an ton (qui perd ses mots perd son air). Les moyens pour retrouver une mélodie, eun ton da zansal (un air à danser) s'appuient essentiellement sur l'incipit littéraire.

### Diverses «sônes» à chanter

#### Sonioù

##### Métiers
Au plan structurel, les sonioù étaient, contrairement aux gwerzioù, entrecoupés de refrains. Pour soutenir les efforts, chaque profession possède ses refrains préférés : joyeux et alertes chez le sabotier, d'une facture lente et régulière chez le semeur, avec en plus une certaine solennité dans le ton en rapport avec la majesté du geste (mode hypophrygien). Avec l'extension du machinisme, les chants de plein air tendent à se faire moins entendre. Parmi les activités qui peuvent bénéficier des effets tonifiants de la musique, il y a la marche, avec le rythme à deux temps qui entretient l'automatisme du pas. Les militaires font ainsi précéder leurs troupes d'une fanfare ou constituent même un bagad (Lann-Bihoué). Mais ces airs animent aussi les défilés et cortèges, donnant naissance à des marches célèbres en Bretagne, comme celles de Saint-Pol-de-Léon ou de Lugon ainsi que la célèbre marche de Cadoudal d'origine vannetaise.
Le chant au travail n'est pas toujours un chant de travail pour les activités agricoles ou artisanales. Ces chants de métiers semblent avoir rempli une fonction identitaire et s'interprètent indépendamment du geste technique. Le fait de chanter une formule rythmique relève probablement de traditions plus anciennes, telle que le broyage des pommes pour le cidre vers Redon.
Elles s'intéressent alors à la personne qui exerce la profession, le peuple n'hésitant pas à souligner certains travers en chansons : outre le tailleur considéré comme bavard et poltron, c'est le meunier opulent, volontiers chapardeur et jouisseur, le clerc turbulent et libertin, sans omettre le chiffonnier réputé ivrogne, grossier et brutal à en croire la chanson recueillie par l'abbé Bodeur de Loqueffret vers 1870 et publiée dans le recueil d'Arnoux. Les couturières, jouissant d'une certaine autonomie, sont parfois prises à mal, tout comme les lavandières, discutant entre elles. Les cordiers étaient les plus maltraités dans l'opinion, surnommés cacous (caqueux). Dans un chant de Fougères, le cordonnier est vu comme soigneux mais aussi rieur et fripon dans la vieille chanson A la cour du palais lorsqu'il livre les souliers d'une servante jusqu'à sa chambre.

##### Sociétés

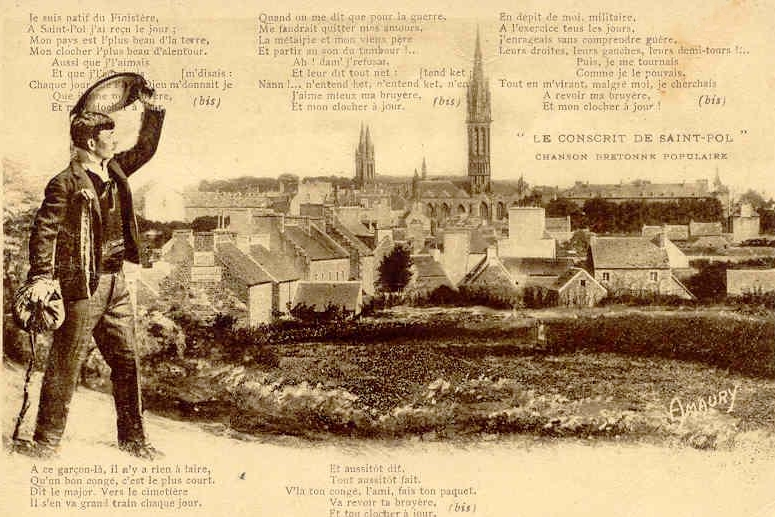
Chanson du « conscrit de Saint-Pol ».

Mais à côté de l'ironie il y a aussi la compassion, comme la description saisissante de la vie du paysan dans le chant du Barzaz intitulé Ar Labourerien. Sur cet air, Prosper Proux a fait connaître son chef-d'œuvre, la nostalgique complainte Kimiad ar soudard yaouank qui peut être classée dans ce qui est appelé les « chansons de soldats », exposant le départ du jeune Breton de son foyer pour un monde dépersonnalisé où rien ne le rattache plus à son passé. La situation est dramatisée par des récits des « anciens » évoquant les conditions de vie difficiles, témoin ce Gwerz ar Habiten d'un appelé qui compare son sort à celui plus enviable de l'officier. À l'inverse, Silvestrig évoque du point de vue des parents la séparation avec leur petit Sylvestre. La chanson agit comme régulateur social, où sont plaints les malheureux et dénoncés les nantis. Très proches, les « chansons de marins » différent du fait qu'aux yeux du futur soldat le service militaire est une obligation alors que pour l'homme du littoral, la mer est l'élément familier par excellence, dont il craint les humeurs mais qui néanmoins le fascine. Cependant tous les jeunes de la côte n'ont pas nécessairement cette force d'âme que leur confère une authentique vocation. Le gwerz Kimiad ar Martolod rappelle les chansons des conscrits.
Moins question qu'en basse-Bretagne du dur travail de la terre, les chansons du pays gallo font allusion à l'originale « cueillisserie » du lin et du chanvre, à l'art de la fileuse dans la mélodie M'en revenant de Nantes. Les thèmes portent donc, non pas sur la vie au grand air, mais sur celle qui s'écoule en vase clos au sein du « bourg » qui entretient les rivalités et les préjugés, le repli de certains et parfois les haines de par une promiscuité accrue.
La ségrégation sociale apparaît sous diverses formes. Très forte sous l'Ancien Régime, la contestation s'immisce entre deux couplets conventionnels. Les évènements relatés se passent dans des lieux familiers (lande, forêt, rivière, grève). Les décors sont sobres car la dramaturgie va à l'essentiel. Les situations concernent la vie de presque tous les jours et les personnages appartiennent à la société traditionnelle. En revanche, les suspects de crimes et viols sont souvent des étrangers de passage (marins, soldats, fonctionnaires). Lorsqu'il y a transgression des règles sociales ou injustice, les coupables sont même désignés par leur nom, parfois connus pour avoir été condamnés à la cour de Rennes. Le désordre social est particulièrement dénoncé : ivrognerie, veuve joyeuse, méchante marâtre, mariages arrangés, mœurs douteuses, infanticides, prêtres rompant l'abstinence... Cependant, les écarts viennent souvent d'un « pays » voisin.
L’insoumis Glenmor compose le Kan bale an ARB, c'est-à-dire la Marche de l'Armée Révolutionnaire Bretonne, qui deviendra presque un second hymne national. Il veut renverser ce que l'État français centralisateur a imposé au peuple breton et incite à la révolution car selon lui « la France ne donnera jamais rien qui ne lui soit volé (voir Indochine, Algérie) ».

##### Chansons humoristiques et satiriques

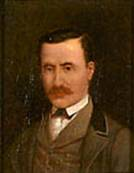
Le chansonnier Prosper Proux par Yan' Dargent

Parmi les chansons légères, certaines témoignent simplement d'une innocente malice, d'autres cachent une satire ou sont facétieuses envers des personnes comme le bourgeois, le recteur, l'ivrogne, la marâtre et les quolibets contre les gens que le paysan jalouse ou n'aime pas (rejoignant les chansons de métiers).
L'imagination s'y donne libre cours dans les chansons fredonnées par les mamans en berçant leur enfant et une sorte de gaieté souriante, pleine de bonhomie, se manifeste chez les gens âgés comme le fait remarquer l'abbé Falc'hun dans les années 1940.
Bannielou Lambaol, qui montre les petits côtés amusants d'un pardon, est typique de ces chansons à l'ironie feutrée, tout comme le grivois Pardon Speied popularisé par Stivell. Lorsque l'ironie se fait plus âpre, le genre satirique s'attaque à un individu, un groupe, une institution, voire à la société tout entière et devient critiquable lorsqu'elle exerce sa causerie à l'égard des faibles. Forçant alors sur la situation et se voulant drôle, elle tourne aisément à la gauloiserie, autrefois autour des moines et nonnes parmi nombreux thèmes, remplacés depuis par des sujets comme les querelles de ménage, les histoires de femmes battues, de maris ivrognes et trompés, dont le répertoire de Prosper Proux en témoigne.
Passant facilement du badinage à la gaillardise, la dérive vers la paillardise est franchie dans une réaction contre la morale contraignante et ses tabous, contre les frustrations aussi qu'engendrent la solitude et la vieillesse, en témoigne le morceau de Dastum intitulé Lujig ar vil'n récité par un vieillard, Jos Salaün. Certains textes de chansonnettes gallèses peuvent être parodiques, satiriques, grivois, à double sens.

#### Thèmes poétiques

##### Amour
La chanson sentimentale prend aux XVe et XVIe siècles une extension sans cesse grandissante. S'alliant à la mélodie, la poésie va s'orienter vers des formes toutes différentes. Tout d'abord il s'agit d'un amour conditionné bien plus par des situations que par une véritable affectivité, le tout ordinairement évoqué dans ce style vif et léger qui était celui des trouvères et troubadours, souvent gracieux et destiné à plaire pour pénétrer dans le cœur. Ces situations d'amour suivent diverses circonstances : dans la chanson d'aube il s'agit de la séparation difficile de deux amants, dans la chanson de toile de l'attente mélancolique mêlée d'espérances, dans la « reverdie » de la chaleur que le printemps naissant fait entrer dans les jeunes cœurs (Amusons-nous les filles), dans la chanson de la « maumariée » d'une jeune marie liée à un vieillard tyrannique et jaloux (La belle, tu n'entends pas ?)...
Au XVIIe siècle, en même temps que la chanson d'amour prend de l'assurance et que l'on se plaît à vanter les attraits de la vie agreste comparée à celle bruyante et agitée des villes, la pastourelle revient en vogue. Ces thèmes, pénétrés de bonne heure en Bretagne, imprègnent fortement les œuvres des passionnés de reconstitution des anciens temps, tels La Villemarqué ou Luzel (L'Héritière de Kéroulaz, Le baron de Jauioz, le Rossignol...). Le répertoire des Pays de l'Oust et du Lié y est très fournis (Fa la d'ridaine ma don don, Guiélira ptirda pti) et témoigne également des bluettes (J'ai une bonne amie à Quimperlé), des amours contrariés par un refus de la belle ou des parents dans J'ai fait une maîtresse, des désaccords entre amants (Ah les femmes y sont drôle d'un homme victime d'une mégère). L'amour peut franchir des barrières comme le montre la chanson bien connue Dans les prisons de Nantes du prisonnier qui s'évade avec la fille du geôlier mais peut conduire à la séparation de cœurs blessés en témoigne la Rupture.
Dans une poésie plus altruiste, le bonheur et l'équilibre à deux passent par la fidélité et l'attachement pour l'être lui-même, éclatent dans de nombreuses compositions : Va dous Annaïg (Bourgault-Ducoudray) où Pierre se butte à la chaste Annette, Ar Durzunell (la Tourterelle) qui vit un amour compromis par les ruses d'un chasseur... Une grande part est réservée aux épreuves de la vie : An hini a garan, Mona, Elisa, Maro ma mestrez, Eur weladen en Ifern (celui qui alla voir sa maîtresse en Enfer), etc. Mais l'amour peut aller jusqu'au sacrifice, comme la noyade d'un admirateur pour récupérer la bague d'une jeune femme sur War bont an Naoned.

##### Pays breton, nature

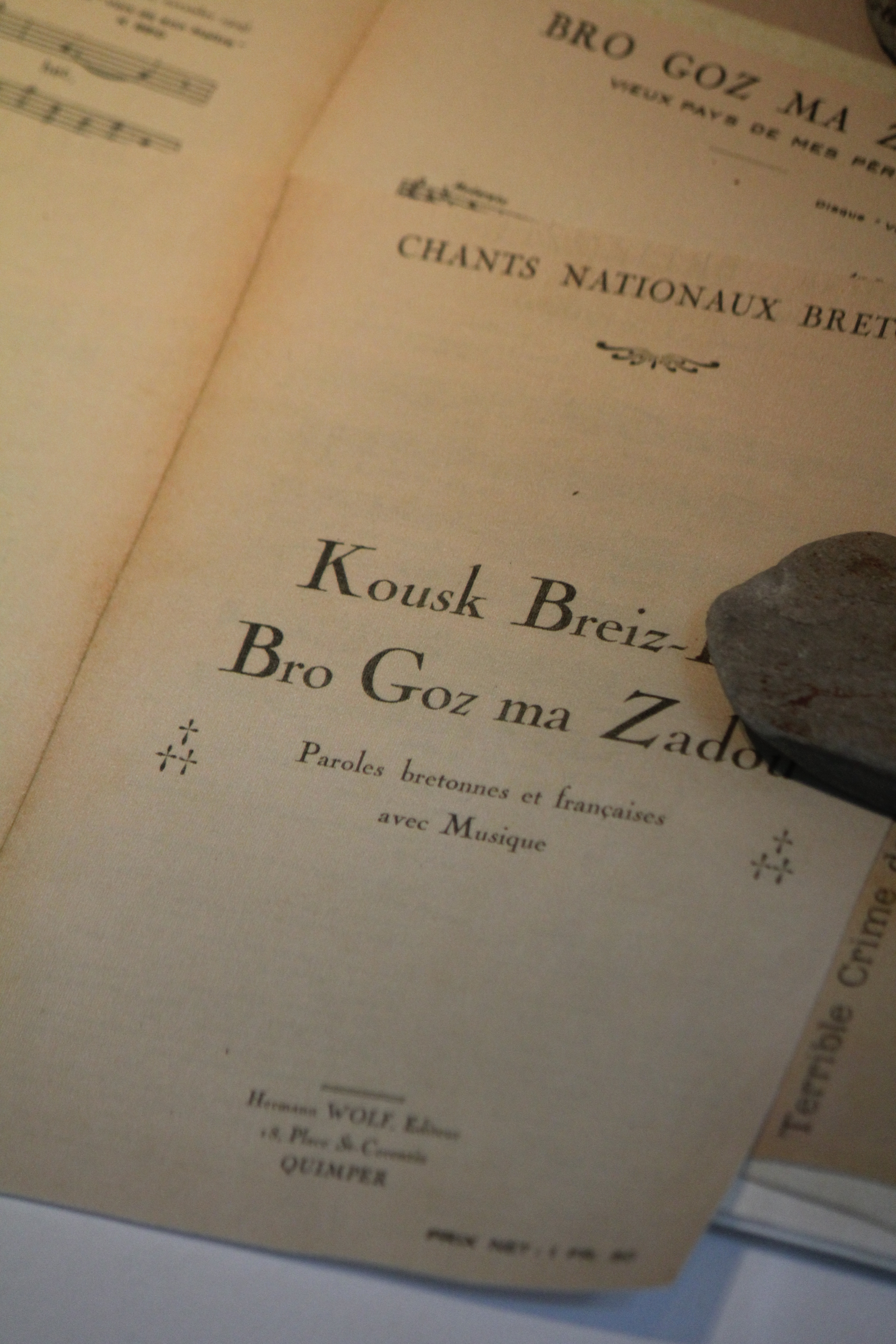
Livret de « chants nationaux bretons ».

À travers les chants « patriotiques », le cœur des Breton brûle d'un autre amour, celui de leur terre. Dans Kousk Breiz-Izel, de Bleiz Lannvau, elle est bercée par le crépuscule du paysage sur l'air d'une chanson de la marine à voile alors que le thème du réveil de cette nature a inspiré plusieurs chant : le vannetais Sao (Debout) de Le Bayon et Le Dantec, le gwerz Gwir Vretoned de l'abbé Conq, vicaire à Saint-Pol-de-Léon... Dans une optique « guerrière », des paroles sur des airs décidés appellent au sursaut, comme le gwerz à l'allure de marche Seziz Gwengamp du Barzaz dont l'air gallois associé par La Villemarqué inspire Taldir Jaffrennou pour accompagner un de ses poèmes. Puis il adapte la version galloise pour écrire un hymne à la Bretagne, le Bro gozh ma zadoù. La chanson est adoptée par les Bretons qui la considère comme leur hymne, bien que Gilles Servat ait réussi à fédérer à une époque le peuple autour de La Blanche Hermine. De nouveaux hymnes à la Bretagne ont été créés plus récemment comme C'est un pays de Soldat Louis...
La condition insulaire, par la force des choses coupée du monde, permit de maintenir une tradition de chant suffisamment forte pour résister aux appels de la musique instrumentale continentale. Me zo ganet e kreiz ar mor (« Je suis né au milieu des flots »), dit le poème de Yann Ber Kalloc'h mis en musique par Jef Le Penven et chanté par Alan Stivell avant d'être repris par d'autres. La légende de la ville d'Ys, très populaire avec Gwerz Ar Roue Gralon a Kaer Is, connaît plusieurs variantes depuis que la tradition orale s'en est emparée.
L'Argoat offre la part de merveilleux qui féconde l'imaginaire, avec ses forêts légendaires ou sacrées, mais on y craint les loups (dañs ar bleiz jusque dans les années 1890). L'arbre est symbole de connaissance et l'homonymie entre les termes bretons gouez (savoir) et gwez (arbre) se retrouve dans les autres langues celtiques.
Une chanson interprétée par des chanteurs de différents terroirs offre autant de sonorités linguistiques différentes qui reflètent les origines géographiques, les esprits et modes de vie au travers de variantes musicales aux nuances subtiles. Le public se laisse bercer par des mélodies simples mais qui stimulent un endroit, une certaine nostalgie d'un passé paysan.

#### Rimadelloù: comptines, chansons enfantines
Pour La Villemarqué, les douze questions-réponses dans le chant sacré des « séries » Ar Rannou qui ouvre le Barzaz ont eu un but informatif et d'éducation dans la société celtique par des doctrines druidiques (mot breton drouiz) sur la médecine, la cosmogonie, l'astronomie, la métempsycose, etc. Cependant, les versions Gousperou ar Râned (Les vêpres des grenouilles) recueillies par M. de Penguern et Luzel paraissent dépourvus de sens mais riches de rimes et aux origines incertaines. D'après les témoignages, ils déduisent que ce n'est qu'un simple exercice de mnémotechnie pour apprendre aux enfants à délier leur langue ou pour montrer son talent de mémorisation et d'orateur.
Mais pour les chansons de berceau l'important est la cadence mélodique. Il en est qui présentent une broderie habile sur un canevas très simple et d'autres, tels que les historettes et récits allégoriques, ont généralement une forme littéraire, œuvre de quelques lettrés tombée dans le domaine commun, dont font partie quelques chants de Telen Arvor (Brizeux), plusieurs autres de Bombard Kerne (Prosper Proux). Vers 1830, les contes en vers étaient en vogue dans la « bonne société » de Lannion : M. Renan se rappelle avoir entendu à l'âge de sept ans chez M. de Penguern le fabliau de la jolie chèvre indisciplinée, parabole universelle en breton.

### Chants religieux
La mémoire locale consacre une place importante à ses saints, dès la toponymie des paroisses mais aussi dans la musique vocale. Le genre même de la gwerz ainsi que sa thématique littéraire, serpentent entre le religieux et le païen. D'ailleurs, Pierre Le Roux a découverts sur des feuilles en KLT que sa terminologie signifie aussi bien chanson que cantique. Répondant au tempérament de chaque peuple, le même cantique se chante parfois en majeur dans le Léon et en mineur en Cornouaille, comme le cantique à Saint-Jean.
Parlant des Cornouaillais, Dom Louis Le Pelletier remarque en 1716 qu'« ils semblent chanter en parlant à leur ordinaire : car leurs accents sont fréquents, et bas ou haut, comme s'ils lisoient un livre noté en plain chant ou en espèce de musique : aussi sont-ils grands chanteurs et plus que tous les autres, aussi bien que plus amateurs des musettes des hautbois & c. et ont bien conservé le nom des anciens Bardes Poètes et musiciens des Gaulois, et les airs de leurs chansons, tout sauvages qu'ils sont, ne laissent pas d'être agréables. Ils ont même un bon reste de cette ancienne et louable coutume de chanter à l'Église, en leur langue vulgaire, des cantiques sur nos mystères, ce que j'ai vu pratiquer en plusieurs paroisses, principalement depuis la fin de la Préface de la Messe solennelle jusques après la Communion ».

#### Canticoù: cantiques
Si le bilan des cantiques bretons antérieurs au Barzaz Breiz est plutôt modeste, les chants profanes de l'époque étaient plus rares encore. Les plus anciens se situeraient vers les tout débuts du XVIIIe siècle selon le « catalogue d'Ollivier », avec généralement pour thème des faits anecdotiques du jour et, plus spécialement, les événements locaux. L'œuvre d'Olivier Perrin, la Galerie Bretonne, dont la première édition date de 1808 est une des plus marquantes, et dont la réédition de 1836 contient le fameux An hini goz (la vieille). Le Père Maunoir, qui souhaitait faire apprendre les cantiques rapidement, a « emprunté » des airs grégoriens, latins, français, si bien adoptés qu'ils ont pris une consonance authentiquement bretonne. Dans un manuscrit du Père Maunoir trouvé par Luzel à la Bibliothèque de la Marine de Brest, figure un cantique en breton avec l'indication « sur l'air d'An hini goz » et adopté spécialement pour « détruire la chanson maudite inventée par l'esprit malin et commune dans les peuples ». Mais cette façon de procéder eu le mérite de sauvegarder de nombreux airs populaires et de les conserver dans la mémoire du peuple, tel que le cantique Pegen Kaer eo Mamm Jezuz bâti sur deux airs du Barzaz Breiz. Comme les airs des kanticou se voyaient souvent appropriées au bénéfice d'autres chansons profanes surtout, l'expression « Kanticou Santel » a été créée, c'est-à-dire « cantiques spirituels » pour désigner les compositions strictement consacrées à la célébration de la liturgie.
Dans un mouvement de « rénovation spirituelle » sous le règne de Louis XIII, sont publiés les recueils de Michel Le Nobletz et de Jean Maunoir (son Templ consacret ne contient cependant que deux airs sur les 60 cantiques). En 1650 est édité le Doctrinal ar Christenien du Père Bernard du Saint-Esprit.
Dans le diocèse de Quimper, sont édités au XVIIIe siècle les Canticou spirituel var an oll exerciçou eus a ur guir gristen (1698) de Charles Le Bris ; au siècle suivant les Kanaouennou santel dilennet ha reizet evit eskopti Kemper (1842) et les Kantikou eskopti Kemper choazet ha renket dre ghemenn ann aotrou’n eskop Rene-Nicolas Sergent (1865) de Jean-Guillaume Henry, ainsi que les nombreux cantiques de Jean-Marie Guillou (qui fut même surnommé Kantiker bras an eskopti). Pour le diocèse de Vannes, on peut relever les ouvrages suivants : Choes a gannenneu spirituel aveit er retraid (1792) de Louis Pourchasse, Guerzenneu eid escobty Guénèd (1856) de Joachim Guillôme, Cannenneu tonniet er blai 1855 de Pierre Le Mouël, Guerzenneu eid ol er blai (1856) du jésuite Pierre Larboulette. Dans celui de Saint-Brieuc, le Kantikou Zan-Vek (1890) de Claude Guitterel. 
Certains cantiques traditionnels ont été écartés ou révisés au cours du XXe siècle. Dans le recueil Kantikou Brezonek Eskopti Kemper ha Leon qu'il avait publié en 1942, l'abbé Pèr-Yann Nedeleg avait ainsi opéré une sélection parmi les vieux cantiques bretons chantés dans les paroisses, et modernisé l’orthographe ou révisé les paroles là où on trouvait parfois des mots d’origine française, . Le concile Vatican II  ayant autorisé la célébration de la messe et des offices en langue vernaculaire, de nouveaux cantiques bretons ont été composés depuis les années 1970, notamment par Visant Seité et Roger Abjean (souvent sur des airs gallois), Job an Irien et Michel Scouarnec. D'autre part, certains airs bretons ont eu du succès hors de Bretagne, et ont été utilisés pour accompagner de nouveaux cantiques français.

### Chants de mer
Bien qu'attesté dès le XVe siècle, il ne s'est véritablement développé qu'au XIXe siècle. Alors que les collectes de chansons paysannes débutèrent dès la fin du XVIIIe siècle en Bretagne, celles portant sur le patrimoine musical de tradition orale dans les milieux maritimes, en particulier les navigants, ne sont entreprises efficacement que depuis les années 1970, grâce à l'investigation de chercheurs isolés qui finissent par se réunir autour du Chasse-Marée à Douarnenez, depuis sa création en 1983.

#### Chant du métier et chant du marin
Il faut distinguer le répertoire spécifiquement maritime, adapté à l'exécution synchronisée d'une manœuvre (tempo, syncopes) ou comportant un jargon professionnel (pour quantifier un stock, maintenir un effort), du répertoire général des marins, qui chantaient également pour se distraire des ballades terrestres, amourettes paysannes, chants à danser et chansons de corps de garde.
Le répertoire de chants à virer contient un grand nombre de chansons de bord, composées par des matelots, auxquelles se sont ajoutés les chants à répondre du littoral (tuilage) qui se prêtent le mieux à la pulsion demandée pour maintenir une grande attention dans l'effort. Le Chasse-Marée recense plusieurs chants comme Le Pont de Morlaix, Jean-François de Nantes, Le capitaine de Saint-Malo, Merc'hed Keriti, etc. Les rondes chantées trouvent aussi leur place sur le pont des grands bâtiments : la ronde « à trois pas » est caractéristique des milieux maritimes, diffusées par les marins sur toutes les côtes de Bretagne et également en divers points du littoral atlantique français. Tri martolod yaouank fut recueilli sur la côte cornouaillaise, où elle servait à accompagner cette ronde apparentée à un branle double.
Les terre-neuvas débitaient le répertoire paysan de leur village en travaillant le poisson, jusqu'à l'apparition des chalutiers-usines dans les années 1960. Dans les conserveries, qui s'ouvrent au cours de la deuxième moitié du XIXe siècle sur la côte sud, les femmes chantent également un répertoire très éclectique. En absence de leur époux, les sardinières de Quiberon des années 1900 dansent entre elles le laridé, durant les rares moments de repos.
Le répertoire des chansons du gaillard d'avant tient autant de la bluette que de la paillarde : Les Filles de Lorient, Pique la baleine, Le Corsaire le Hasard, Le premier c'est un marin, etc. Combats navals, crimes commis sur le port, naufrages et aventures diverses sont relatés dans les complaintes maritimes, souvent imprimées sur feuilles volantes et vendues au passant. Des gwerziou sont vraisemblablement composées par des matelots, comme La triste vie de matelot, Ceux qui ont nommé les bancs, La Prière du marin, etc.. Les gwerzioù font une grande place aux récits de naufragés, en témoigne la gwerz Penmarc'h et d'autres récits dans le répertoire vocal breton comme la chanson des Trois marins de Groix qui a perdu son cadre spatiotemporel du fait de son succès renouvelé, ou Ur vag nevez da Montroulez qui au contraire donne une abondance de détails. Les combats des marins de la flotte de guerre ont inspiré des gwerzioù. Ainsi la Chanson du Pilote du Barzaz nous remémore l'héroïque affrontement contre les Anglais en 1780 et dans le Kan ar Vertoloded du colonel Bourgeois, c'est un épisode de la lutte contre la domination espagnole des mers au XVIe siècle qui nous est conté. Le gwerz Ar Bleizi Mor de la collection de J.-M. de Penguern aurait trait à une descente des Normands sur les côtes du Trégor en 836.
Certaines chansons, composées à la fin du XXe siècle, sont entrées dans le répertoire populaire sans que leurs auteurs ne l'aient prévu. Quinze marins, écrite par Michel Tonnerre en 1970, ou Loguivy-de-la-Mer de François Budet se chantent désormais spontanément dans les cafés et sur les quais.

#### Sur le port

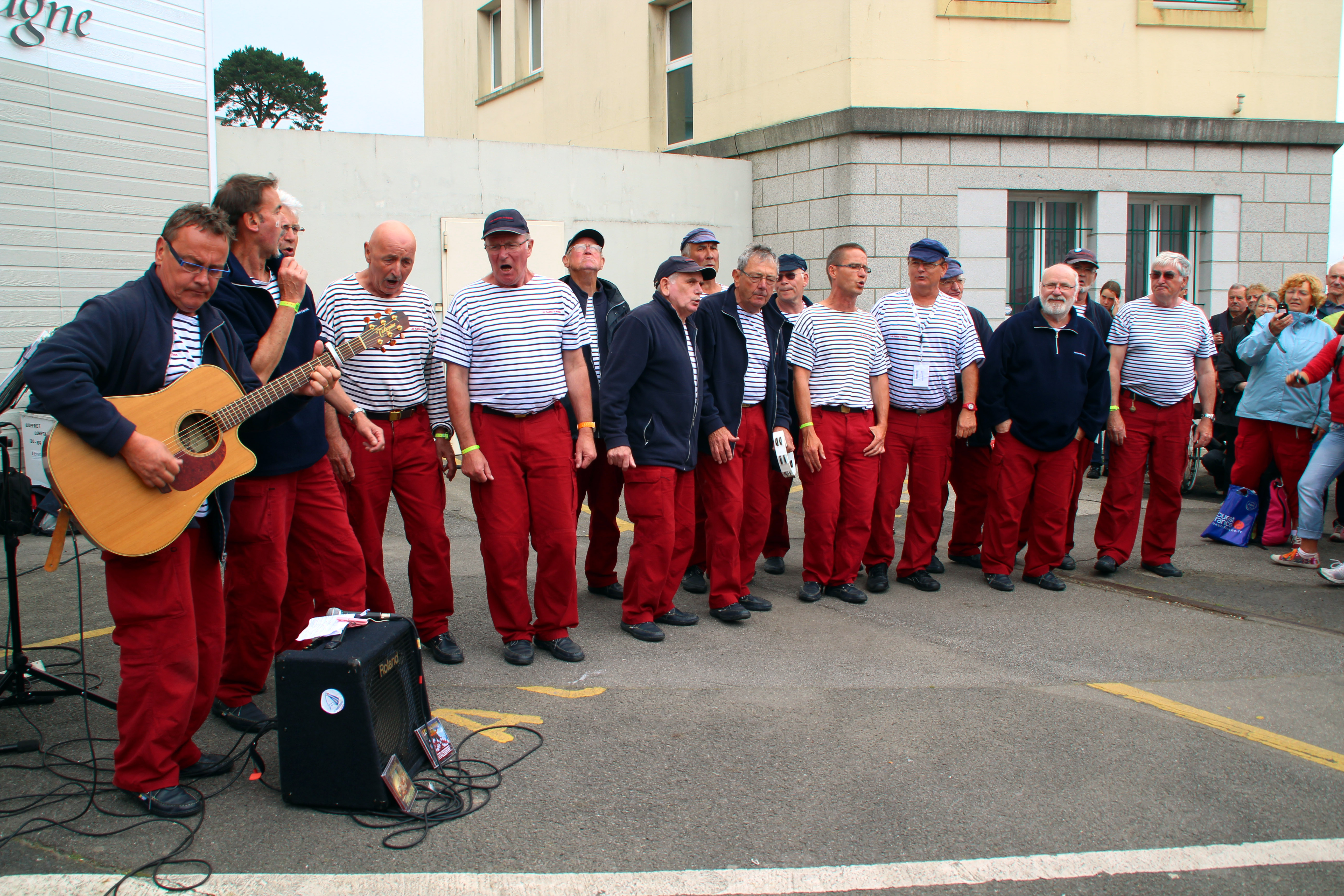
Les Marins d'Iroise sur le port pour Brest 2012.

Les chants de marins, qui situent souvent l'action dans les ports de Brest, Nantes, Lorient, Morlaix ou Saint-Malo, ou relatent des faits vécus par des marins bretons, comme Jean Quéméneur, ou des personnages pittoresques comme Fanny de Lanninon, font partie intégrante du patrimoine musical de tradition orale en Bretagne. C'est au port que se font les rencontres, les échanges et les emprunts de répertoire. De plus, les chansonniers matelots ne sont pas rares et la mise en chanson d'histoires locales trouve dans les bistrots et les fêtes de port un lieu approprié à leur interprétation. Sur les quais, lors des déchargements de bateaux, étaient chantés les chants à déhaler, originaux par leur refrain de syllabes non significatives et une trame mélodique sur laquelle des couplets très simples peuvent être improvisés. Dans ces chœurs où se côtoient gamins du quartier, marins retraités et femmes de poigne, l'émulation du chant collectif renvoie aux grands travaux des époques préchrétiennes.

#### Cette mer qui fascine les ruraux
Certains thèmes « terriens » trouvent leur équivalent maritime, tel que le retour du marin (soldat) surprenant sa fiancée au bras d'un autre. Sorties de leur contexte, les chansons de mer plaisent pour leur entrain et flattent le goût de l'aventure. Indirectement, les paysans bretons se sentent concernés par le succès des expéditions maritimes et la floraison du négoce. La mer fascine les terriens qui y projettent une partie de leurs angoisses, comme le thème de l'enlèvement d'une jeune fille par des marins.
Navires et mariniers apparaissent assez fréquemment dans les chansons paysannes : l'évocation des ports, des îles lointaines, les thèmes du retour, du tirage à la courte paille, de la femme du capitaine, etc. Enrôlés comme soldat dans les armées, bon nombre de paysans furent en contact avec les milieux maritimes et firent état de ces expériences dans leurs chansons. Pour l'anecdote, l'air de Kousk Breizh Izel, sur lequel Maréchal a écrit de lénifiantes paroles (Le soleil est couché, la cloche tinte l'angelus, Dors Bretagne...) est simplement celui d'une chanson de la marine à voile En revenant de Chandernagor.

## Chants de circonstances

### Vie quotidienne tournée vers l'extérieur
Dès le berceau, les jeunes mères chantent des berceuses, telle la célèbre Toutouig va mabig. Les femmes âgées interviennent auprès du mort pour aider l'âme du défunt à rejoindre Dieu. Ces chanteuses spécialisées (plus rarement des chanteurs) interprètent un répertoire versifié en latin (grâces) ou en breton (grassoù) durant les veillées mortuaires. Ce répertoire breton connaît une interprétation totalement indépendante des modèles vocaux ecclésiastiques (aigu progressif, chromatique par exemple) et renvoie aux lamentations funéraires très anciennes, rencontrées dans les pays méditerranéens, en Europe centrale ou dans d'autres pays celtiques (corranach écossais, goltrai et caoine irlandais).
Dans la société traditionnelle bretonne, le chant est le mode d'expression le plus usuel et le mieux partagé occupant une très grande place. Les très dures conditions de vie trouvent une compensation dans l'improvisation de courtes réjouissances à l'issue d'un pardon, d'une assemblée, foire, marché ou d'une banale corvée. Par exemple, au marché de Guerlesquin, les Léonards dansaient brièvement en fin de matinée une danse frontale séparant les sexes (dañs Leon), puis regagnaient leurs foyers alors que les montagnards de haute-Cornouaille enchaînaient les dañs tro, chantant sur le mode du kan ha diskan. Cette manière de chanter en tuilage n'était pas exclusivement réservé à l'accompagnement de la danse ni au seul centre de la Bretagne, comme c'est le cas aujourd'hui : dès que deux chanteurs se rencontraient, ils « tuilaient » spontanément les fins de phrases, donnant ainsi un sentiment de continuité à la mélodie. Ne pas chanter après le travail serait un manquement grave aux règles sociales. Au travail, lorsque l'on chante seul quelque part sur ce petit territoire d'interconnaissance qui constitue l'univers quotidien, l'obligation tacite de signaler sa présence par le chant permet à chacun de savoir qui se trouve où et ce qu'il fait. « Devoir » répondre à un chanteur soude la société paysanne.

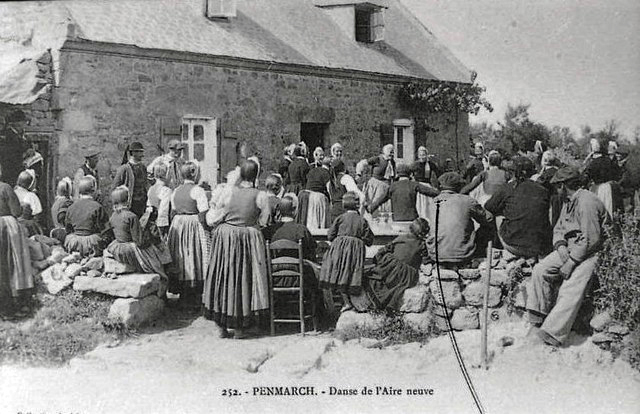
Danse de l'aire neuve à Penmarch.

Tout au long de l'année, les travaux communautaires ou à la ferme offrent autant d'occasions de chanter, du matin au soir. La culture est imbriquée dans la vie quotidienne et certains travaux incitent à la fête collective et solidaire. Ainsi, la fête de l'aire neuve (al leur nevez, pilrie d'piace) permet de tasser l'argile tout en répondant à l'appel de la danse des chanteurs (le pilé-menu) et sonneurs embauchés un dimanche après-midi (voir le texte de La Villemarqué L’Aire neuve). En plus petit comité, la tuerie du cochon ne prend pas la journée et laissent donc le temps de chanter et de danser tout en dégustant la charcuterie fraîche. Durant l'intense période estivale occupée par le blé, le chant des moissonneurs pouvait créer une émulation collective au loin dans la campagne non mécanisée. En soirée, fin septembre, la récolte du sarrasin marque par le chant la joie d'approcher de la fin d'un pénible labeur artisanal. Les corvées d'automne et d'hiver sont aussi marquées par de petites festivités : arrachage des pommes de terre, fabrication du cidre ou ramaougeries d'pommé (compote). Pour remédier à l'arrachage à genoux, les paysans dansent et chantent toute la soirée quand ils le peuvent et en faisant le cidre dans l'intimité du cellier. Les femmes chantent elles les jours de buée (lessive en gallo), qui ont lieu deux fois par an.

### Soirées à l'intérieur des maisons
Du Premier de l'an à la fin janvier, les visites et réponses se succèdent d'un village à l'autre autour des filries de chanvre, des harasseries (griller des châtaignes), des tournées de dégustation de crêpes et de café. Que ce soit pour rouler des chandelles de résine, brayer le chanvre en Cornouaille, teiller le lin en Léon et Trégor, préparer la filasse et la laine, la veillée (noz'ezh) n'est que contes et chansons.
On organise des veillées pour rassembler le voisinage de cette microsociété autour de l'âtre et chanter toutes sortes de chansons. « C'est un feu roulant, une véritable fontaine jaillissante de mélodies de tous les genres et de tous les caractères » écrit le professeur Bourgault-Ducoudray en 1885 après avoir assisté à une veillée à l'île de Batz. Elles s'organisent dès l'automne, le soir après souper, et dépassent rarement minuit. Le mois noir (novembre) est celui du début de l'hiver dans le calendrier celtique et la circulation des âmes ou l'échange avec le monde de l'au-delà marquent les légendes de la Toussaint. La position des participants reproduit l'organisation sociale, les plus anciens ayants droit de siéger au plus près du feu. La veillée offre surtout l'une des scènes les mieux appropriées pour chanter le répertoire de ballades et gwerzioù, qui imposent le silence et nous plonge dans un univers gouverné par le souffle. La respiration, qui commande la phrase musicale, se prend lentement et sans heurt. Cette façon de transmettre oralement des textes relatant des faits anciens, souvent tragiques, sert aussi à conjurer ses propres craintes, comme le confie Denez Prigent : « Chanter ses angoisses, ça fait du bien et ça aide à vivre. ». On cesse de veiller à la fin des années 1960, quand les postes radiophoniques puis les téléviseurs remplacent la voix des conteurs.
On chante à l'église, en latin, français et breton. Cette langue celtique, parlée dans la quasi-totalité de la Bretagne jusqu'au IXe siècle, véhicule des manières d'être et d'appréhender le monde toujours présentes dans la culture bretonne contemporaine. C'est peut-être cette imbrication du sacré et du profane qui caractérise la société bretonne traditionnelle. Ceci transparaît particulièrement dans la danse, emplie tout à la fois de gaieté et de gravité.

### Moments de fêtes
Les fêtes annuelles sont majoritairement d'inspiration religieuse mais certaines suivent d'antiques coutumes païennes, comme celles qui marquent les solstices d'hiver et d'été.
Pour l'Aguilaneuf (fête druidique du gui l'an neuf ou du breton éguinad pour les étrennes), La Villmarqué indique avec le chant Troad ann Eginane qu'on offrait des cadeaux aux pauvres en échange de chansons. Les chansons de quête servent aussi pour le Mercredi des Cendres, le Premier Mai, la Fête de la Saint-Jean. Les fêtes du Carnaval étaient musicalement très animées et même débridées, en témoigne le gwerz macabre dit du Carnaval de Reosporden rapporté par La Villemarqué, où un fêtard s'affuble d'un crâne déterré au cimetière mais sera frappé à mort par l'Ankou. Au cours des mois de printemps, les fêtes de Pâques, de l'Ascension et de la Pentecôte sont célébrées avec faste et piété à l'occasion de messes solennelles naguère suivies de processions, avec la grande présence du chant. Les grands pardons donnent lieu à des spectacles grandioses, généralement sur trois jours. La fête du solstice d'été, placée au soir du 21 juin, sous le signe de Saint-Jean, était présidée par un beau jeune homme élu par son prédécesseur qui ouvrait le bal en choisissant sa « commère ». C'est sur ce thème qu'est basé dans le Barzaz le Son fest ar miz even.
Quant à la célébration de la Nativité, elle n'était pas fêtée dans les rues mais au sein de l'Église pour les chants et en famille pour le Réveillon. Aux anciens chants strictement populaires viennent s'adjoindre à partir du XVIe siècle des cantiques composés par des ecclésiastiques ou des poètes, ayant des thèmes autres que religieux comme les mœurs et diffusés par l'écrit. La Bretagne est une des régions où la fête de Noël est restée la plus fidèle aux anciennes traditions et où les vieux chants ont résisté le mieux, sans pour autant s'opposer à la nouveauté, comme le cantique Pe trouz war an douar du pays vannetais puisé dans la collection de l'abbé Abjean, le récent chant profane Bleuniou Nédeleg de Per-Jakez Hélias sur la musique de Jef Le Penven, le chant de Guérande Noël dans le livre de J. Choleau où Marie et Madeleine propagent le Paradis jusqu'à la messe de minuit, etc.
En Haute-Bretagne, il y a aussi les petites fêtes locales occasionnelles ou circonstancielles qui réunissaient les familiers ou les participants aux mêmes travaux, telles la filerie, la fenaison, les constructions, etc., ou des fêtes pittoresques comme celle dite de « la buée » décrite par S. Morand. La chanson du Guidonné met en scène les troupes de jeunes qui allaient à l'approche de l'année nouvelle solliciter la générosité des ménagères en chantant et criant « Eguinannê ! » ou « Donné, ar Guidonnê ! » par exemple.
Dans les années 1970, les festivals bretons ont réuni les vedettes de la vague chansonnière, dont le premier consacré à la musique « pop celtique » de l'époque est le festival de Kertalg. Des concours de chant sont également organisés, comme le tremplin Kan ar Bobl au festival interceltique de Lorient. La fédération Kanomp Breizh promeut le chant choral breton, par des formations et diverses activités comme la sélection des chorales pour le festival Breizh a Gan créé par Kendalc’h en 1982 et l'organisation depuis 2005 d'un concours lors du festival Kann Al Loar. En Centre-Bretagne, il existe le festival Plinn du Danouët consacré à la culture musicale du territoire.

### Rites de passage, notamment le mariage
De manière générale, les rites de passage sont ponctués de chansons au message symbolique d'autant plus fort qu'il est versifié et interprété avec la solennité que requiert le chant traditionnel en public. La conscription, comme pour le chant de quête, voit des jeunes gens en bande « brailler » des chansons masculines. Un musicien est parfois loué pour mener le cortège.
Selon un rite pittoresque, la demande en mariage s'effectuait entre le bazvalan, un tailleur réputé pour la vivacité de ses réparties envoyé au domicile de la jeune fille par le fiancé et un avocat non moins qualifié, le breutaer, pour assister la fiancée. Devant le public, un dialogue appelé « disput » (chanté sur des airs à la mode ou improvisés) s'engageait entre les représentants des deux parties, et qui, après flatteries du client et tentatives de décontenancer l'adversaire avec ironie, se terminait dans la bonne humeur avec l'autorisation pour le fiancée de franchir le seuil de la maison et de rejoindre l'heureuse élue. Une telle parade, appelée « soupe-au-lait », à l'encontre d'un adversaire était courante devant un public qui applaudissait surtout aux plus brutales attaques.

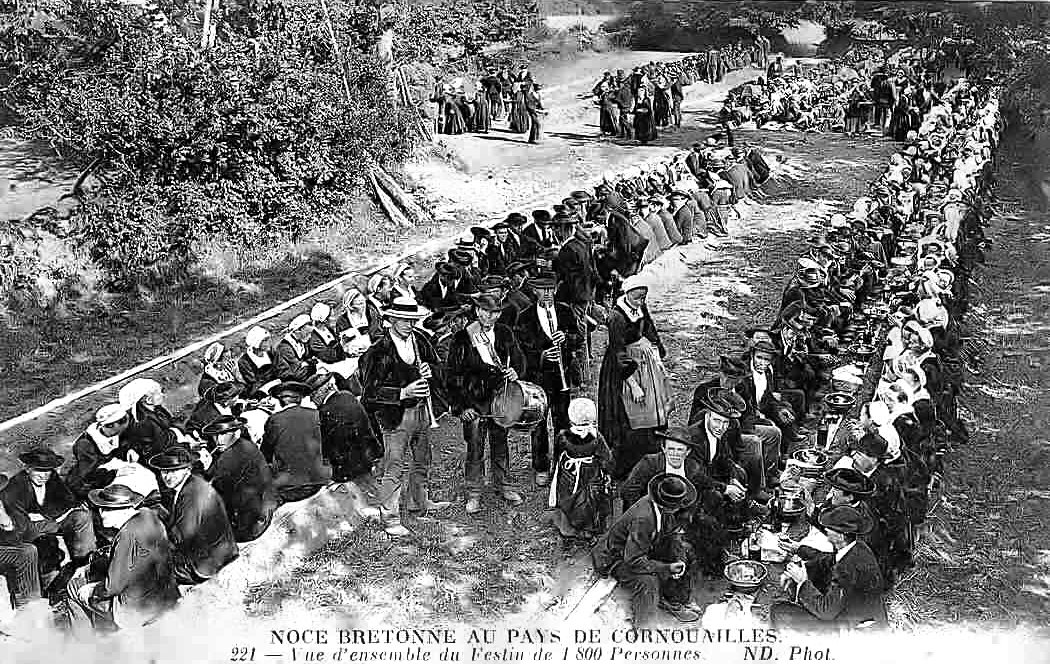
Environ 2000 personnes lors d'une noce en Cornouaille en 1906 et notamment des musiciens au centre.

Le mariage, spectacle d'un amour neuf, était motif de liesse. De tous les événements qui rythment la vie paysanne, le rituel nuptial est sans conteste le plus important. Toute la journée, des chansons ponctuent le rituel, inscrivant oralement leurs traces symboliques selon les étapes franchies. Comme pour les veillées, tout le répertoire y passait : si les sones gaillardes et humoristiques et les tendres mélodies ne manquaient pas, le ton pouvait revenir soudain à la gravité lorsqu'en fin de repas les jeunes filles entamaient le fameux chant des Adieux à la jeunesse (Kenavo d'ar yaouankis) aux accents quasi religieux, évoquant pour la mariée la fin d'une période. Vers 1900 sont encore retenues les chansons pour faire pleurer la mariée, les marches pour aller à l'église, la « soupe au lait » accompagnant le coucher des nouveaux époux, la ronde à « découronner la mariée ». Quelques airs instrumentaux accompagnent certains plats (air du rôtis) ou temps forts de la journée (gavotte d'honneur, repas des mendiants, marches nuptiales...). La majeure partie des airs est d'ailleurs puisée dans le répertoire de couplets chantés rituellement à chaque étape de la journée. Quand le sonneur joue un air, les paroles qui le sous-tendent sont connues de tous et reprises par les noceurs.